# Нива (автомобиль)
«Ни́ва» (код кузова ВАЗ-2121 для трёхдверной модели и ВАЗ-2131 для пятидверной, в разное время также выпускалась под названиями Lada Niva, Lada 4x4 и Lada Niva Legend в настоящее время) — советский и российский автомобиль повышенной проходимости — внедорожник малого класса с несущим кузовом и постоянным полным приводом. Серийно производится с 5 апреля 1977 года (до 2006 года продавался под именем ВАЗ-2121 «Ни́ва» на внутреннем рынке, и как Lada Niva на экспортных рынках, с 2006 по 2021 год под именем Lada 4x4, с 2021 года — Lada Niva Legend).
Британский исследователь советского автомобилестроения Энди Томпсон считает «Ниву» прямым предком класса компактных кроссоверов, на который ориентировались создатели автомобиля Suzuki Vitara. Некоторыми экспертами называется лучшим автомобилем в истории Волжского автозавода, является самой успешной экспортной моделью ВАЗа за всю историю.

## Концепция, история создания и обновления
В 1969—1970 годах главный конструктор ВАЗа Владимир Соловьёв вышел с инициативой о разработке внедорожника для жителей сельских районов. Его предложение стало результатом проработки так называемого «типажа» Минавтопрома СССР на 1971— 1980 годы, на тот момент времени делегированного ИМЗ (Ижмаш). Уже были созданы прототипы АЗЛК-415 и −416 и Иж-14, однако эти автомобили не были готовы к серийному производству.
Летом 1970 года председатель Совета министров СССР Алексей Косыгин поставил перед коллективами ВАЗа, АЗЛК и Ижмаша задачу создать легковой автомобиль повышенной проходимости с комфортом массовых легковых моделей. В частности, по воспоминаниям участников встречи в ОГК (отдел главного конструктора) на ВАЗе, после показа ему металло-гипсового макета «автомобиля № 2» (люксовый вариант «Жигулей», впоследствии ВАЗ-2103) он сказал следующее:
«Работа с Fiat на этом заканчивается (так обусловлено контрактом), и дальше придётся надеяться только на себя. Так вот, первым вашим самостоятельным шагом должно быть создание автомобиля повышенной проходимости на базе „Жигулей“ для наших сельчан. А они невольно оказались обделёнными — миллионам горожан мы дадим сейчас современный легковой автомобиль, а для села он мало пригоден, особенно для нашей „глубинки“».
В апреле 1971 года состоялся первый техсовет, на котором выбирали конструктивные особенности нового автомобиля. Сторонники классического подхода к проектированию предлагали вариант с рамным кузовом, зависимыми подвесками колёс, барабанными тормозами спереди и сзади. Были и более радикальные предложения, включая поперечную компоновочную схему и независимые подвески. Конструкторы начали разработку документации летом 1971 года, а уже в апреле 1972 года был изготовлен первый опытный образец.
В интервью журналу «Итоги» создатель «Нивы» Пётр Прусов рассказал, что автомобиль назвали в честь детей Прусова — Натальи и Ирины, и детей первого главного конструктора ВАЗа Владимира Соловьёва — Вадима и Андрея. Однако позднее эта информация была опровергнута «АВТОВАЗом»; в частности, в опровержении указано, что старшего сына Соловьёва звали не Вадимом, а Сергеем, а Ирина Прусова родилась уже после того, как было предложено название.
Конструкторы Волжского автозавода ещё на стадии разработки перенесли на перспективную модель многие узлы и агрегаты освоенных предприятием «Жигулей». Ещё одной особенностью стал полностью «легковой» дизайн автомобиля — в автомобиле не было ничего специфически «вседорожного», «Нива» выглядела как обычная легковая машина. В конструкции широко применялись элементы дизайна, узлы и агрегаты ВАЗ-2106: например, КПП была заимствована без изменений, мотор был модифицирован под установку редуктора, одинаковые задние фонари, а салон оказался практически идентичным этой модели.
В 1972 году созданы первые ходовые прототипы Э-2121 (так называемые «носители агрегатов»), в 1973 году объявлено о подготовке к серийному производству.
В 1974 выпущены первые 15 предсерийных образцов, а к XXV съезду КПСС в марте 1976 года изготовлена вторая партия — ещё 50 машин.
Эти машины прошли полный цикл испытаний, в том числе пробег по Уралу и Предуралью. Для сравнения с моделями-конкурентами специалисты воспользовались британскими Land Rover и Range Rover, а также УАЗ-469. Для оценки ходовых качеств «Нивы» совместили «легковую» и «вседорожную» программы испытаний. Приказ о постановке автомобиля на конвейер подписан 31 июля 1975 года.
Первый серийный образец ВАЗ-2121 сошёл с конвейера ВАЗа 5 апреля 1977 года. Вскоре после запуска конвейера производственный план на полноприводный автомобиль увеличили с 25 000 машин в год до 50 000 автомобилей, а далее — до 70 000 единиц именно вследствие успеха на экспортных рынках.

### Обновление 1993 года и выпуск пятидверной модификации
К середине 1990-х годов «Нива» уже начала устаревать, поэтому в 1993 (по другим данным, в 1994) году был произведён её рестайлинг (модификация кузова ВАЗ-21213). Модель должна была называться «Тайга», но это название не прижилось. Были переработаны салон и задняя часть автомобиля. Под капотом теперь находился двигатель ВАЗ-21213 объёмом 1,7 литра, мощностью 78,9 л. с. и крутящим моментом 127 Н·м, с карбюратором типа «Солекс» и бесконтактной системой зажигания. Кроме того, автомобиль стал комплектоваться 5-ст. КПП и редукторами мостов с главной передачей 3,9 (это позволило с учётом более мощного двигателя немного снизить эксплуатационный расход топлива) и алюминиевым радиатором. В 1993 году была выпущена переходная партия с прежним двигателем ВАЗ-2121.
Параллельно с разработкой рестайлинга конструкторы занимались созданием удлинённой версии автомобиля. В 1992—1994 годах на ОПП АвтоВАЗа были собраны модели ВАЗ-2129 «Кедр», ставшие прототипом будущей пятидверной модификации, хотя выпускались они для тестирования комплектующих будущего минивэна «Надежда». В 1993 году была создана модификация ВАЗ-2130 «Кедр-2», который отличался положением заднего сиденья.
В 1995 году на ОПП АвтоВАЗа начался серийный выпуск пятидверной модификации ВАЗ-2131, которая производилась до января 2022 года.

### Проект «Нива-2»
Несмотря на обновление 1993 года, АвтоВАЗ понимал, что автомобиль устарел морально. Ещё в 1980-х годах началась разработка преемника «Нивы» (некоторые элементы проекта стали впоследствии основой для УАЗ-3160), а в 1998 году автомобиль был представлен публике на Московском автосалоне. Из-за дефолта 1998 года выпустить автомобиль в серийное производство никак не удавалось. В 2002 году совместно с General Motors модель была выпущена под названием Chevrolet Niva. При этом оригинальная модель стала производиться под названием LADA 4x4.

### Обновление 2009 года
В 2009 году начался выпуск модификации ВАЗ-21214. Автомобиль получил модернизированную подвеску с комплектующими от Chevrolet Niva, новое сцепление и улучшенные тормоза. АвтоВАЗ также готовил вариант с изменённым дизайном, но в серию он не пошёл.

### Выпуск модификации Urban
В 2014 году на базе 3-дверной версии была выпущена модификация Urban. От исходной модели модификация отличается дополнительной шумоизоляцией, пластиковыми бамперами, решёткой радиатора, уменьшенным диаметром руля, наличием кондиционера, тоннеля пола, зеркал с электроприводом и электростеклоподъёмников.
В 2015 году была выпущена соответствующая модификация на базе LADA 4x4 5D.

### Рестайлинг 2020 года и новое название
В начале 2020 года был проведён очередной рестайлинг (машина получила название Lada 4x4 FL). У обновлённой версии изменился салон, версия Urban получила новые бампера, на которых появились противотуманные фары, при этом руль у этой модификации вновь стал прежним (от моделей «Жигули»). Одновременно с этим прекратился выпуск версии Pickup.
В 2021 году автомобиль (вместе с LADA Niva Travel) сменил название на «LADA Niva Legend».

### Будущее модели
В августе 2018 года на АвтоВАЗе была представлена концепция совершенно новой Niva под названием LADA 4x4 Vision. Выпуск замены моделям Niva Legend и Niva Travel ожидался в 2022 или в 2023 году.

### Влияние санкций 2022 года
Из-за наложенных санкций выпуск всей продукции АвтоВАЗа был временно остановлен вследствие отсутствия комплектующих. 25 июля 2022 года АвтоВАЗ объявил о возобновлении продаж трёхдверного варианта LADA Niva Legend в новой комплектации Classic’22 по цене от 806 900 рублей, что на 12 000 рублей меньше последней базовой цены комплектации Classic. По состоянию на 25.07.2022, от комплектации Classic комплектацию Classic’22 отличает отсутствие системы ЭРА-ГЛОНАСС, антиблокировочной системы с электронным распределением тормозных сил (ABS, EBD) и системы вспомогательного торможения (BAS).
В ноябре 2023 года, отчитавшись о росте продаж, АвтоВАЗ указал, что Lada Niva Legend находится на третьем месте по популярности в модельном ряде завода. В 2023 году было продано 5175 автомобилей.

## Описание конструкции

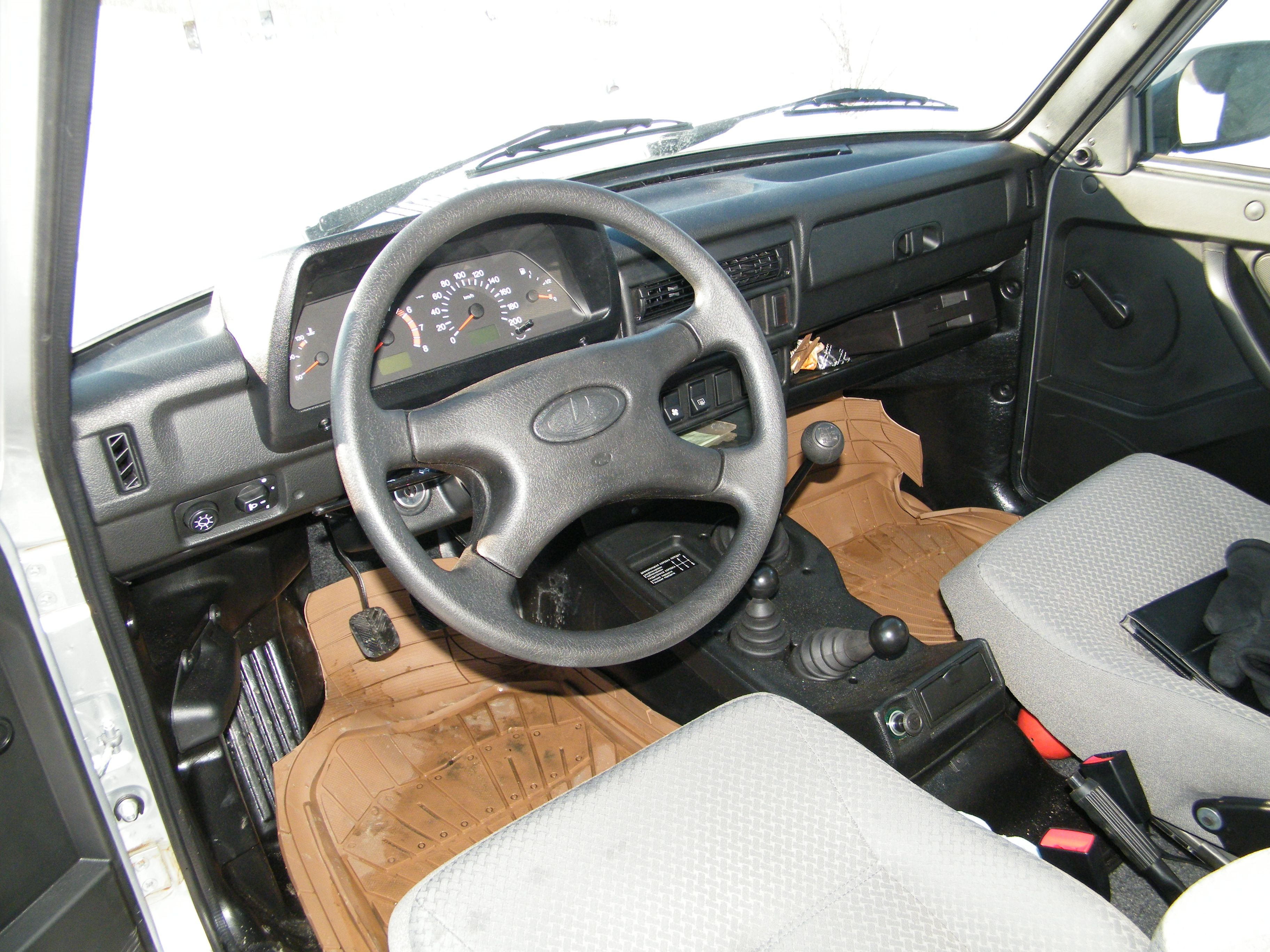
Салон модели 2011 года

ВАЗ-2121 (21213/21214) — легковой автомобиль повышенной проходимости (внедорожник) малого класса. Кузов несущий, трёхдверный — типа хетчбэк, пятидверный — универсал. Трансмиссия с постоянным полным приводом, механической четырёхступенчатой коробкой передач (начиная с 21213 — пятиступенчатой), двухступенчатой раздаточной коробкой и блокируемым межосевым дифференциалом. Геометрические параметры проходимости хорошие за счёт достаточно большого дорожного просвета (220 мм), небольших свесов кузова (угол въезда 32°, съезда — 37°) и сравнительно короткой 2,2-метровой колёсной базы.
На первую модель ВАЗ-2121 устанавливался рядный карбюраторный четырёхцилиндровый двигатель ВАЗ-2121 с цепным приводом ГРМ объёмом 1580 см³, в целом повторяющий ВАЗ-2106, но с более глубоким картером для установки редуктора. Мотор развивал 80 л. с. при 5400 об/мин, максимальный крутящий момент — 116 Н·м при 3400 об/мин. На рестайлинговую модификацию ВАЗ-21213 устанавливался карбюраторный двигатель ВАЗ-21213 с увеличенным до 1690 см³ рабочим объёмом, мощностью 81,9 л. с. при 5100 об/мин и максимальным крутящим моментом 126,1 Н·м при 3000 об/мин.
Одна из особенностей «Нивы» — использование в её конструкции крупносерийных узлов модельного ряда ВАЗ. Так, от модели ВАЗ-2106 помимо двигателя использовались коробка передач и редуктор заднего моста (на первых «Нивах» в редукторах мостов использовались главные передачи от ВАЗ-2101 с передаточным отношением 4,3). Тем не менее, «Нива» сразу продемонстрировала уникальную для своего класса проходимость.
В октябре 2016 года на LADA 4x4 в передние ступицы вазовцы внедрили подшипник, который не требует периодической регулировки. У автомобиля модернизирован поворотный кулак, внедрено независимое крепление редуктора переднего моста и газонаполненные амортизаторы.
Подразделение АВТОВАЗа «БРОНТО» на платформе «Нива» выпускает специальные коммерческие внедорожники и бронеавтомобили гражданского назначения.

## Экспорт

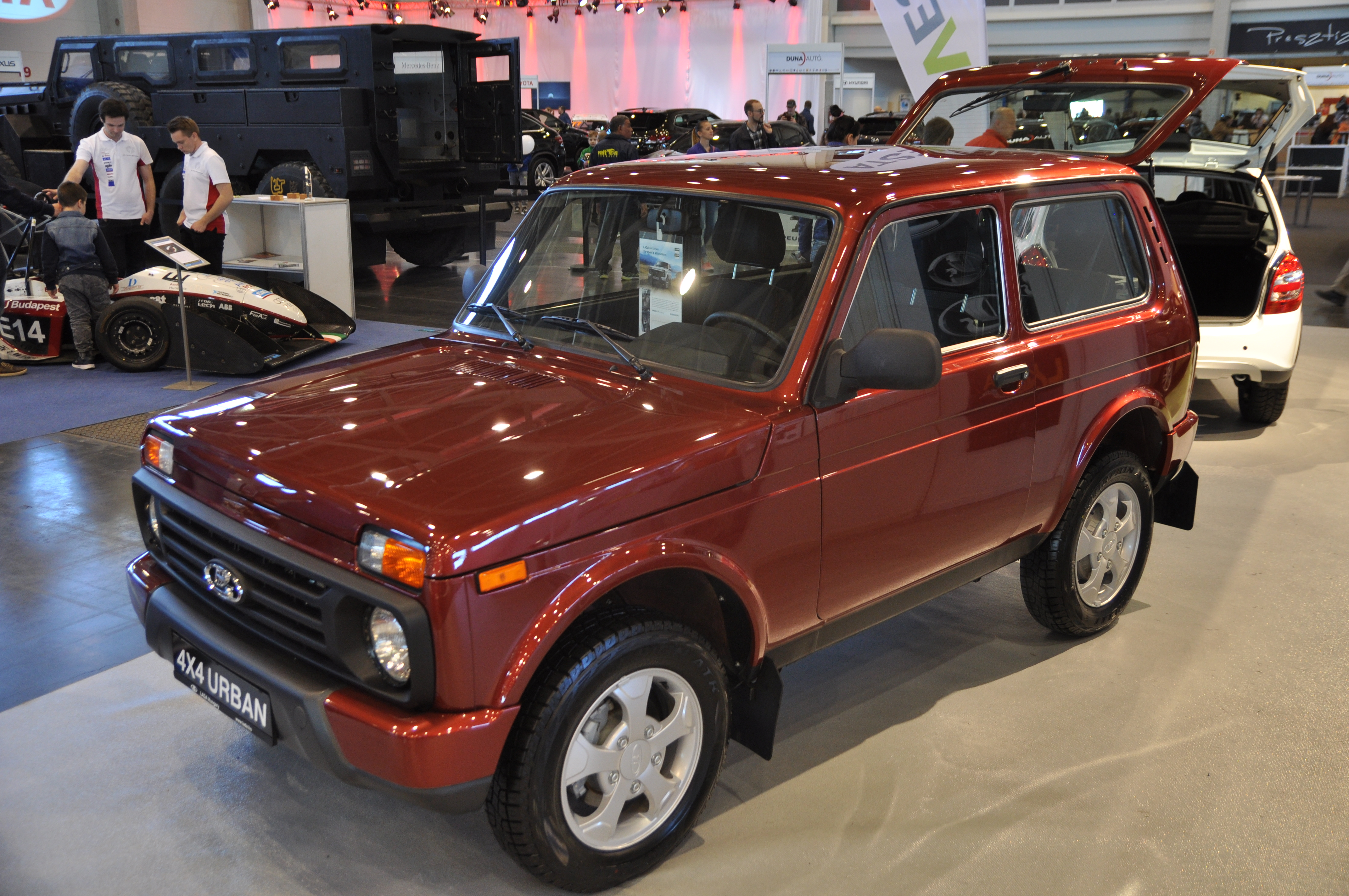
LADA 4×4 Urban на выставке в Будапеште

Большинство выпускавшихся в 1970-х годах автомобилей типа 4×4 оснащались жёстко подключаемым полным приводом (постоянный полный привод использовался в то время только на Range Rover), рамным шасси, зависимой подвеской, упрощёнными кузовами со спартанским интерьером (кроме того же Range Rover, Mercedes-Benz G-class и Jeep Cherokee, Subaru Leone 4WD Estate Van) и мягким тентованным верхом, а также и низкооборотными бензиновыми или дизельными двигателями.
С середины 1993 года на экспорт производилась малыми партиями модификация ВАЗ-21215 с дизелем Peugeot XUD9. Экспортный потенциал бензиновой «Нивы» сохранился в странах дальнего зарубежья и в следующем веке.
На 2016 год LADA 4×4 из поставляемых АвтоВАЗом сборочных комплектов собирает фирма «Азия-Авто» в Усть-Каменогорске (Казахстан). Ранее сборка «Нивы» из крупноузловых комплектов производилась в Греции, Египте, Украине (завод ЛуАЗ) и в Эквадоре, где только в 2001 году было собрано почти две с половиной тысячи автомобилей.

## Товарные знаки «Нива» и «Niva»
Согласно данным из реестра товарных знаков федеральной службы по интеллектуальной собственности, товарные знаки «Нива» и Niva были зарегистрированы в 1976 году руководством «Волжского объединения по производству легковых автомобилей».
В 2001 году зарегистрированы лицензионные договоры о предоставлении права на использование обоих товарных знаков. Обладателем исключительной лицензии на них стал СП «GM-ABTOBA3», однако, правообладатель ТЗ остался прежним.
В 2010 году от автомобильного ателье «Pininfarina S.p.A» собирались выкупить лицензию на торговую марку «Нива» у СП «GM-АВТОВАЗ», но сделка не состоялась.
В 2019 году руководство АвтоВАЗа выкупило у концерна General Motors 50-процентную долю в совместном предприятии GM-автоВАЗ и вернуло все права на товарные знаки «Нива» и «Niva».
С июля 2020 года автомобиль Chevrolet Niva вернули в модельный ряд LADA и продавали под названием LADA Niva до 21 декабря 2020 года. 21 декабря 2020 года стало известно, что данную модель подвергли изменению экстерьера, а также присвоили название LADA Niva Travel. На автомобиль установили новую переднюю часть, новый задний бампер и молдинги, а также задние светодиодные фонари. По технической части изменений не производили. Продажу новой модели запустили в феврале 2021 года.

## Автоспорт
Спортивные варианты «Нивы» и спортпрототипы с таким названием достигли ряда значимых успехов в автоспорте, становясь призёрами таких престижных ралли-рейдов, как Париж-Дакар, Париж-Тунис, Париж-Пекин, победителями ралли-рейдов Ралли фараонов, Ралли Туниса, гонки Австралийское сафари (в своём классе).
Долгие годы официальный дилер ВАЗа во Франции компания «Лада-Пок», принадлежавшая семейству Пок, для участия в марафоне «Дакар» выставлял команду на «Нивах» за собственные средства. Также для европейских владельцев ВАЗ-2121 «Лада-Пок» устраивала автопробеги «Нивальп» по Альпам, которые называли «Camel trophy в миниатюре».

## Безопасность
По рейтингу ARCAP газеты «Авторевю» уровень пассивной безопасности «Нивы» ВАЗ-21213 оказался крайне низким. По результатам краш-теста по правилам EuroNCAP (точнее, только одной из его частей, фронтального удара на скорости 64 км/ч), проведённого представителями журнала (описание краш-теста приведено в № 19, 2002 г.), «Нива» набрала 0 баллов из 16 возможных за проведённый фронтальный удар, став второй после ВАЗ-2107 моделью АвтоВАЗа, набравшей ноль баллов за безопасность.
Кузов Нивы прочен: передняя левая стойка сместилась лишь на 60 мм. Увы, это единственный положительный момент. Водитель рискует головой: удар о задравшуюся на 165 мм вверх „баранку“ не силён (HIC 605), но опасен — контакт „верхней челюсти“ манекена с ободом был нестабильным. Травмы ног тоже более, чем вероятны: педаль сцепления уехала на 300 мм назад и на 85 мм вверх, нагрузка на правое бедро превысила предел прочности берцовой кости, а травмобезопасность нижней части передней панели ниже всякой критики. Пассажиру грозит черепно-мозговая травма от удара о крышку бардачка (HIC 871) и перелом рёбер. Согласно методике EuroNCAP, Нива вообще не набирает баллов за безопасность!
| ARCAP                                            |         |  |  |
|                                                  |         |  |  |
|                                                  | 0 из 16 |  |  |
| Протестированная модель: ВАЗ-21213 «Нива» (2002) |         |  |  |

Данный результат вполне закономерен, поскольку автомобиль разрабатывали более тридцати лет назад и имел общую с «классическим» (ВАЗ 2101 — ВАЗ 2107) семейством агрегатную базу. На практике это означает, что водитель автомобиля, попавшего в такую аварию на скорости 64 км/ч, обязательно будет травмирован.
Одной из проблем, выявленных на краш-тестах, явилась проблема деформации лонжеронов. В прессе в 2002-2003 годах появлялись заметки о том, что на АвтоВАЗе производят эксперименты по решению этой проблемы путём заполнения полостей лонжеронов вспененными материалами с целью улучшения характера деформации кузова (для соответствия автомобиля ВАЗ-21213 требованиям правила R 94 ЕЭК ООН, то есть успешного прохождения фронтального краш-теста на скорости 56 км/ч).
20 июня 2011 на испытательный полигон АвтоВАЗа отправили машину с ABS. Результатом испытаний стал запуск в серию версии с ABS и BAS под индексом 21214-40-021. Данную версию выпускают с 1 октября 2011 года.
29 ноября 2018 года в федеральном агентстве по техническому регулированию и метрологии (Росстандарт) сообщили о согласовании программы мероприятий по проведению добровольного отзыва 3.300 автомобилей марки Lada 4×4. Причиной отзыва транспортных средств послужило возможное наличие трещины на торце вала верхнего рулевого управления.

## Модификации

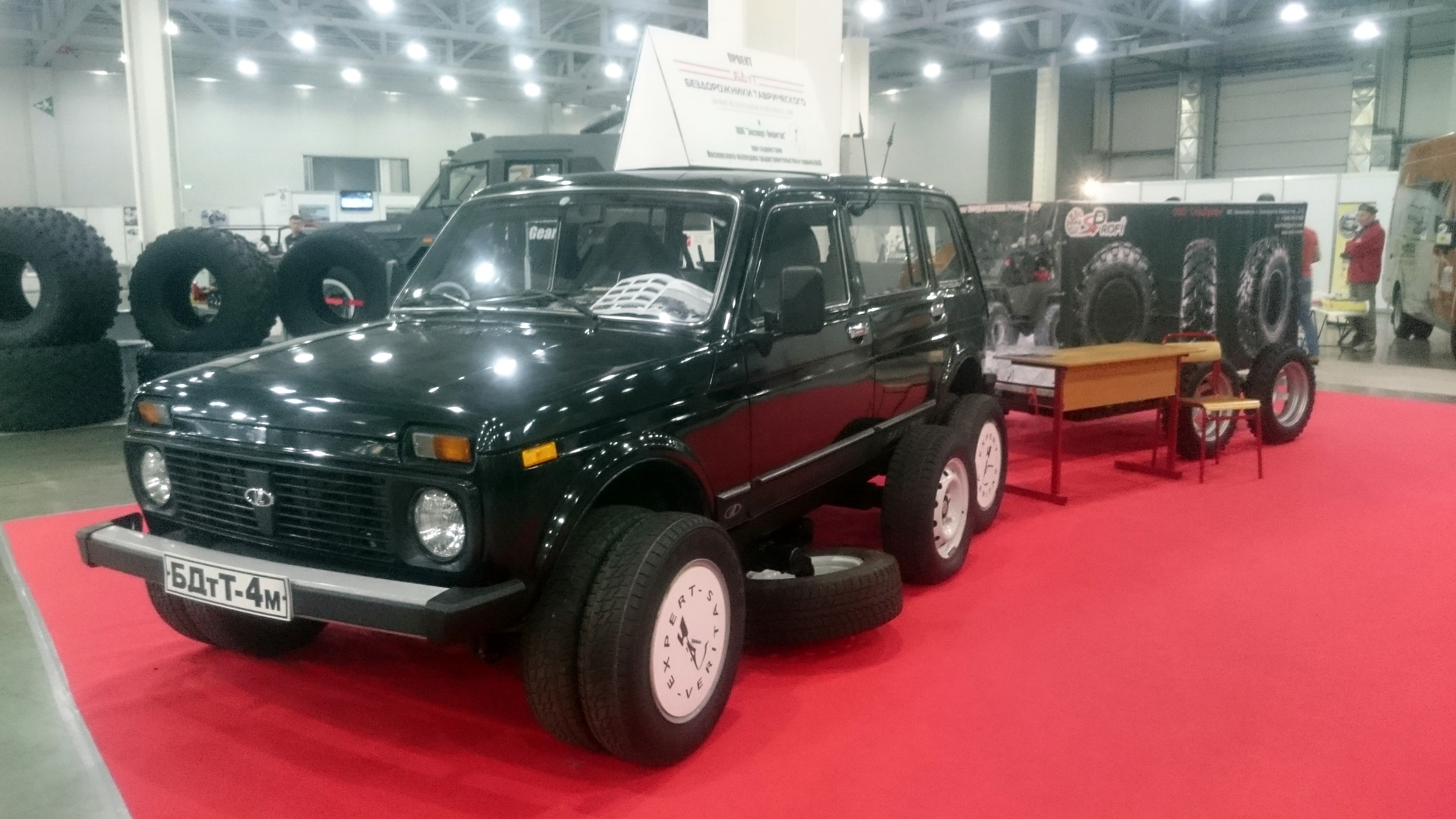
«Нива» с улучшением проходимости в стиле БРДМ-2

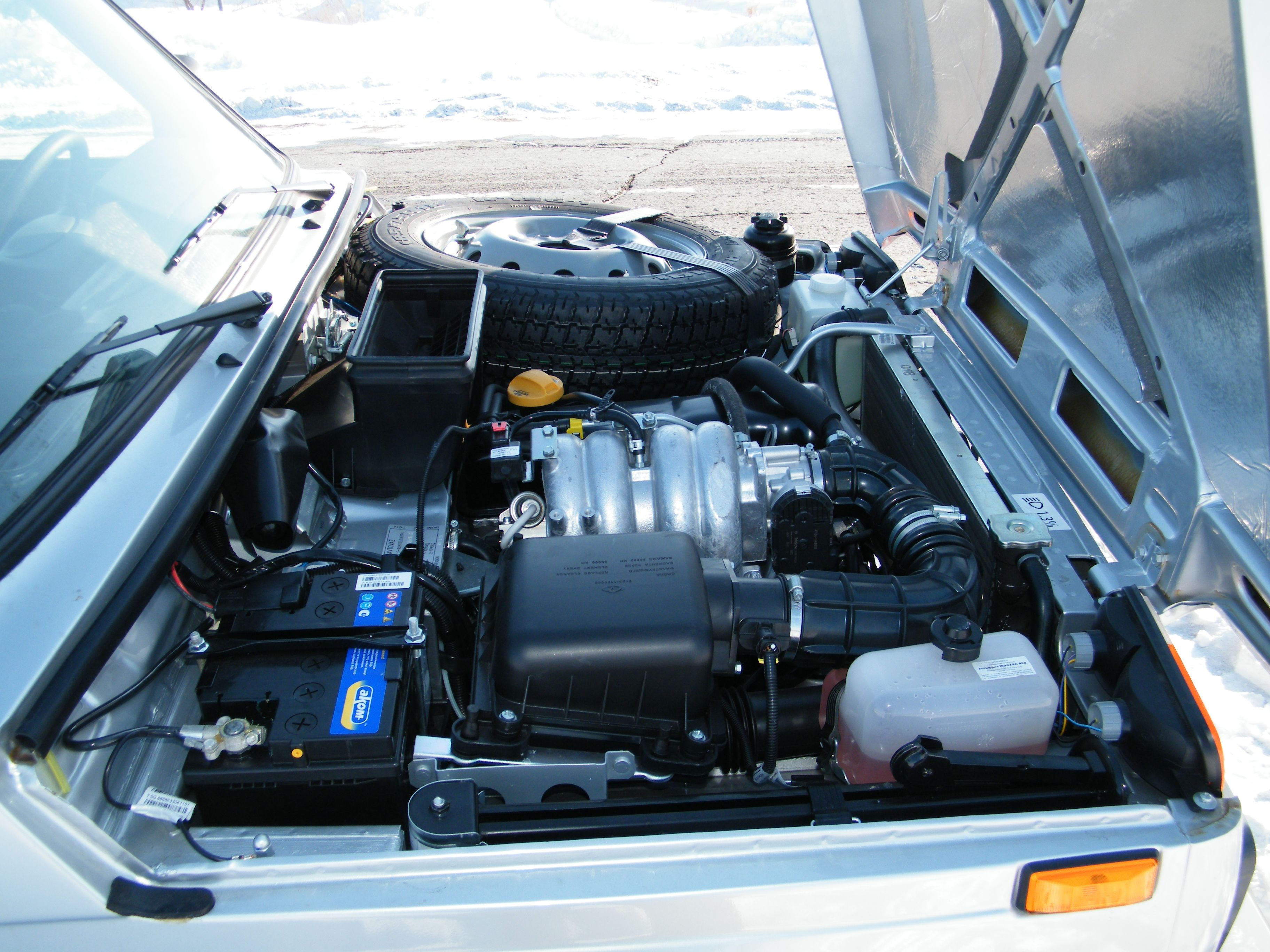
Двигатель с распределённым впрыском топлива

- ВАЗ-2121 «Нива» (экспортное название Lada Niva) — базовая модель с двигателем ВАЗ-2121 (1,6 л, 80 л. с., 116 Н·м) и 4-ст. КПП. Несколько опытных образцов ВАЗ-Э2121 создали в 1972-1975 гг. В конце 1976 года выпустили опытно-промышленную партию «Нивы». Все машины этой серии вышли с покраской одинаковым цветом «охра золотистая», дополнительно поменяв на них расположение фароочистителей — на опытно-промышленных машинах валы моторедукторов «торчали» из передней панели, а не из решётки, как на серийных машинах. Серийно модель производили с апреля 1977 г. по конец 1993 г., существуя на конвейере параллельно с новой моделью 21213 в течение полугода;
- ВАЗ-21211 «Ни́ва» — серийно производили с 1977 года по 1987 год. Имел двигатель ВАЗ-21011 (диаметр цилиндров — 79 мм; ход поршня — 66 мм). На двигателе установили карбюратор 2105-1107010 и распределитель зажигания 30.3706-01. В сцеплении устанавливали ведомый диск 2103.
- ВАЗ-21211 (Lada Niva 1.3) — экспортная модификация с двигателем 21211 (адаптированным двигателем ВАЗ-21011 1,3 л, 69 л. с., 94 Н·м). Производили с 1978 года для стран с повышенными налогами на двигатели объёма более 1.500 см³ (преимущественно страны Бенилюкса и Южной Европы). Пользовалась ограниченным спросом из-за низкой тяговитости двигателя на бездорожье и плохой динамики на обычных дорогах[51];
- ВАЗ-21212 (Lada Niva 4x4) — экспортная праворульная модификация. Производили ограниченными партиями, прежде всего, для английского рынка. Также поставляли в Австралию, Новую Зеландию, Мозамбик, Ямайку[52]. Известно о продаже небольшой партии «праворуких» «Нив» в Японию, куда советские автомобили ни ранее, ни позже не проникали;
- ВАЗ-2122 проект «Река» — армейский автомобиль-амфибия командира роты. Разработан на базе агрегатов ВАЗ-2121. В 1976-1985 гг. было изготовлено 27 опытных образцов амфибии с утилитарным герметизированным открытым 2-дверным кузовом. В 1987 г. доработанный образец ВАЗ-2122.600 «Река» подвергли гос. испытаниям, но серийно амфибию не производили из-за конверсии;
- ВАЗ-21213 (первоначальное название «Тайга» не прижилось) — рестайлинговая модель «Нивы» с переработанной задней частью кузова с пониженной погрузочной высотой (иная форма задней двери и задних фонарей), более мощным и тяговитым двигателем ВАЗ-21213 (1,7 л, 78,9 л. с., 127 Н·м) с карбюратором типа «Солекс» и бесконтактной системой зажигания, кроме того, автомобиль стали комплектовать 5-ст. КПП и редукторами мостов с главной передачей 3,9 (это позволило с учётом более мощного двигателя немного снизить эксплуатационный расход топлива), алюминиевым радиатором, переработанным салоном и панелью приборов (салон и панель приборов сделали во многом идентичными ВАЗ-2108) и рядом других изменений. В 1993 году была выпущена переходная партия со стандартным двигателем ВАЗ-2121.
- ВАЗ-21214 (Lada 4x4) — модификация модели 21213 с двигателем ВАЗ-21214 (1,7 л, 82,8 л. с., 127,5 Н·м), оснащённым центральным впрыском топлива. Начиная с 2002 г. на эту модель устанавливали двигатель ВАЗ-21214-10 (Евро-0) с распределённым впрыском топлива, модернизированным в 2006 г. под нормы Евро-2 (21214-20), в 2008-м под Евро-3 (21214-30) и, наконец, в 2011 под нормы Евро-5 (для экспорта) и Евро-4 (для внутреннего потребления). C 2006 года в соответствии с соглашением по СП GM-АвтоВАЗ переименовали в Lada 4x4 3-дв.
- LADA 4x4M — обновлённый и доработанный вариант LADA 4x4. Первые шаги были сделаны в начале 2009 года, а окончательно освоение обновлений завершили в конце 2011 г. Изменили внутренние и наружные светотехнические приборы, обивку салона, узлы трансмиссии. Часть комплектующих унифицировали с проектом Chevrolet Niva. Самое главное изменение — это переделка задней подвески, благодаря которой существенно повысили устойчивость автомобиля на неровностях, в первую очередь, так называемой «гребёнке». На все модели устанавливали гидроусилитель руля (ГУР), на некоторые — антиблокировочную систему тормозов (АБС). С 2013 года передние габаритные огни использовали в качестве дневных ходовых огней, то есть засвечивали ярким светом при включении мотора, при включении габаритных огней яркость уменьшалась.
- ВАЗ-21215 — экспортная версия с дизельным двигателем Peugeot XUD 9SD, которую выпускали в 1999-2007 гг. Модификацию мелкосерийно производили на экспорт, поэтому в штатную сборку включили улучшенную обвеску (бамперы, спойлеры, накладки, легкосплавные диски и т. п.);
- ВАЗ-21216 — экспортный вариант модели 21213 с правым рулём и карбюраторным двигателем ВАЗ-21213;
- ВАЗ-21217 — экспортный вариант модели 21213 с двигателем ВАЗ-2121 (1,6 л);
- ВАЗ-21219 — переходная комбинированная модификация с кузовом и подвеской от ВАЗ-2121 и 1,7-литровым двигателем и трансмиссией от ВАЗ-21213. Салон и бачок омывателя заднего стекла также сохранили от ВАЗ-2121. Производили в 1991-1994 гг.
- ВАЗ-2121Б — бронированный инкассаторский автомобиль на базе ВАЗ-2121. Создали в 1992 году специалисты дочерней автоВАЗовской фирмы ПСА Бронто. Выпускали ограниченной серией в 1992-1993 гг. Впервые опробовали вспененные полимеры для противоосколочного бронирования. Послужил отправной точкой для создания семейства бронеавтомобилей «БРОНТО форс».
- ВАЗ-2121Ф — экспортный коммерческий вариант на базе моделей ВАЗ-2121 и 21213 с кузовом типа фургон. Заднюю часть салона превратили в грузовой отсек путём замены боковых стёкол (на задней двери сохранили) металлическими панелями, удаления заднего сиденья и отделки. За передними сиденьями установили трубчатую защиту от смещения груза при торможении. Фургонную версию «Нивы» изготавливали малыми партиями на ОПП АвтоВАЗа для поставки исключительно на рынки стран дальнего зарубежья, местное законодательство которых предусматривало налоговые льготы для подобных коммерческих автомобилей.
- LADA 4x4 «Рысь» — мелкосерийная охотничья модель. Представлена в 2009 году представителями дочерней фирмы АвтоВАЗа ПАО Бронто. В кузове доработали арки колёс для обеспечения увеличенных хода и размеров колёс и установлены резиновые расширители арок. Установили наружные зеркала увеличенной площади заднего обзора. Установили дифференциалы самоблокирующиеся винтового типа в переднем и заднем мостах.
- LADA 4x4 Bronto — специальная подготовленная предприятием ВИС-АВТО внедорожная версия автомобиля.
- ВАЗ-21 «Бора» — внедорожник, созданный в 1995 году на базе автомобиля ВАЗ-2121 «Нива». На автомобиле поставили пластиковый кузов, открытый верх, алюминиевую пространственную раму. Сначала автомобиль хотели экспортировать в Южную Америку, но потом переориентировались на Ближний Восток. Автомобиль был пригоден и для поездок по сельской местности, и для активного отдыха. Выпустили всего пару опытных образцов[53].
- LADA 4x4 Urban — версия трёхдверного внедорожника. От исходной модели отличается дополнительной шумоизоляцией, пластиковыми бамперами, решёткой радиатора, уменьшенным диаметром руля, наличием кондиционера, тоннеля пола, зеркал с электроприводом и электростеклоподъёмников. Автомобиль выпускали с октября 2014 года в компании «ВИС-АВТО». В конце 2015 года Lada 4х4 Urban выпустили на рынок Германии. В 2015 году запустили производство LADA 4x4 5D Urban (основана на ВАЗ-2131).

## Актуальные комплектацииLADA Niva Legend
- 1,7 л 8 кл. (83 л. с.), 5МТ / Classic
- 1,7 л 8 кл. (83 л. с.), 5МТ / Luxe
- 1,7 л 8 кл. (83 л. с.), 5МТ / Luxe / Кондиционер
- 1,7 л 8 кл. (83 л. с.), 5МТ / Urban
- 1,7 л 8 кл. (83 л. с.), 5МТ / [BLACK]

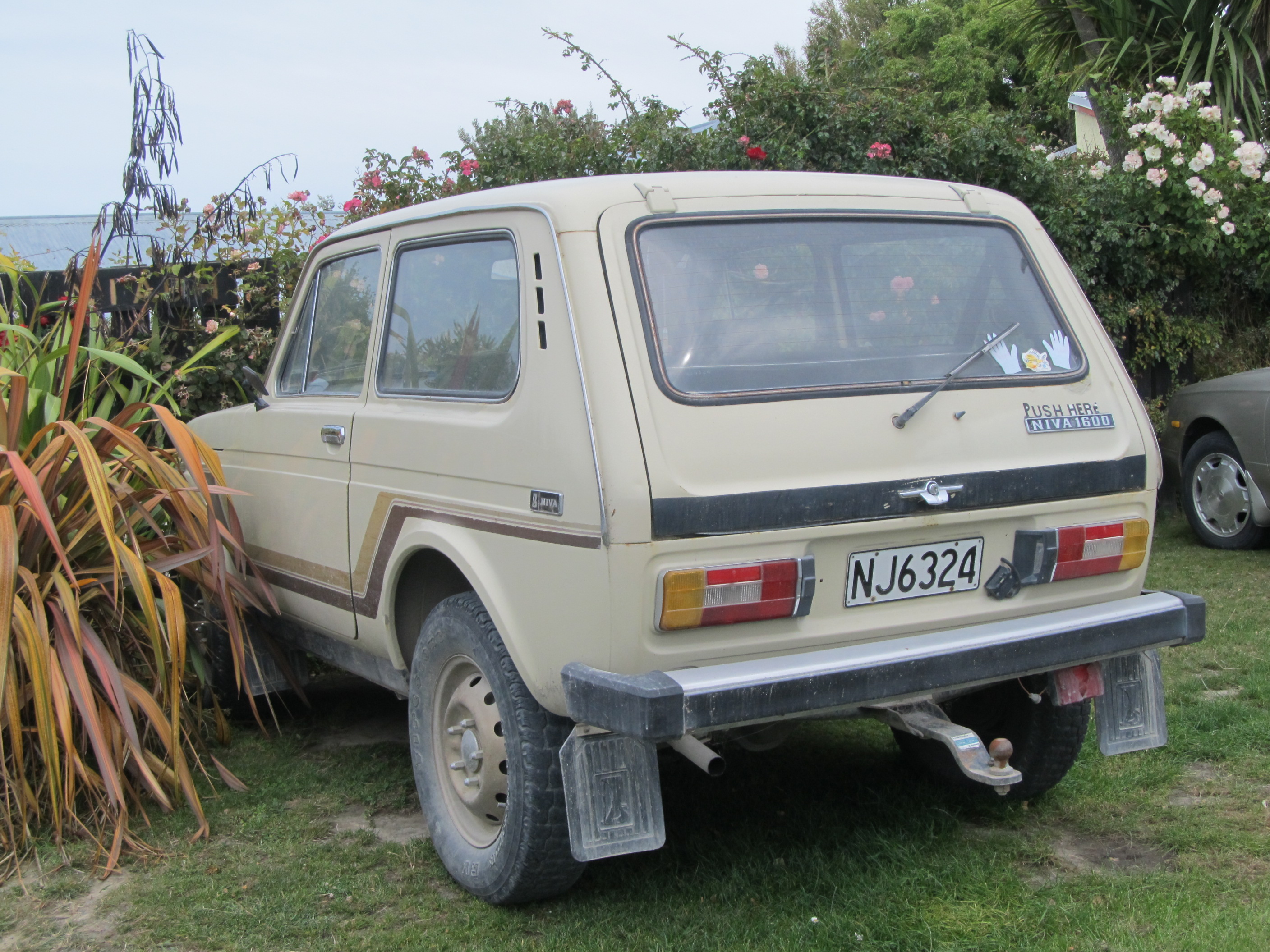
Задняя часть ВАЗ-2121 (выпуск до 1994 г.)
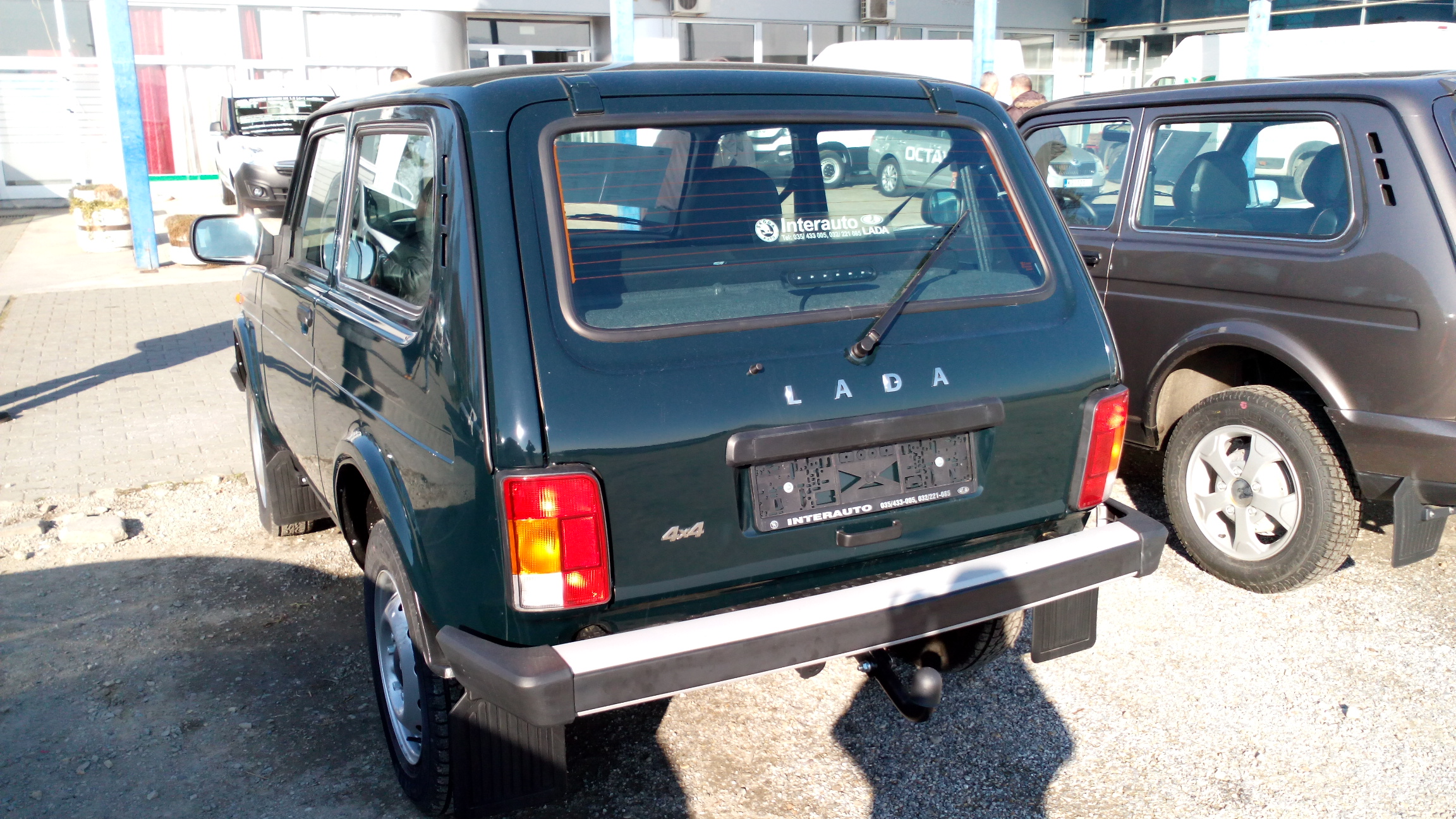
Задняя часть LADA Niva Legend в  комплектации Classic
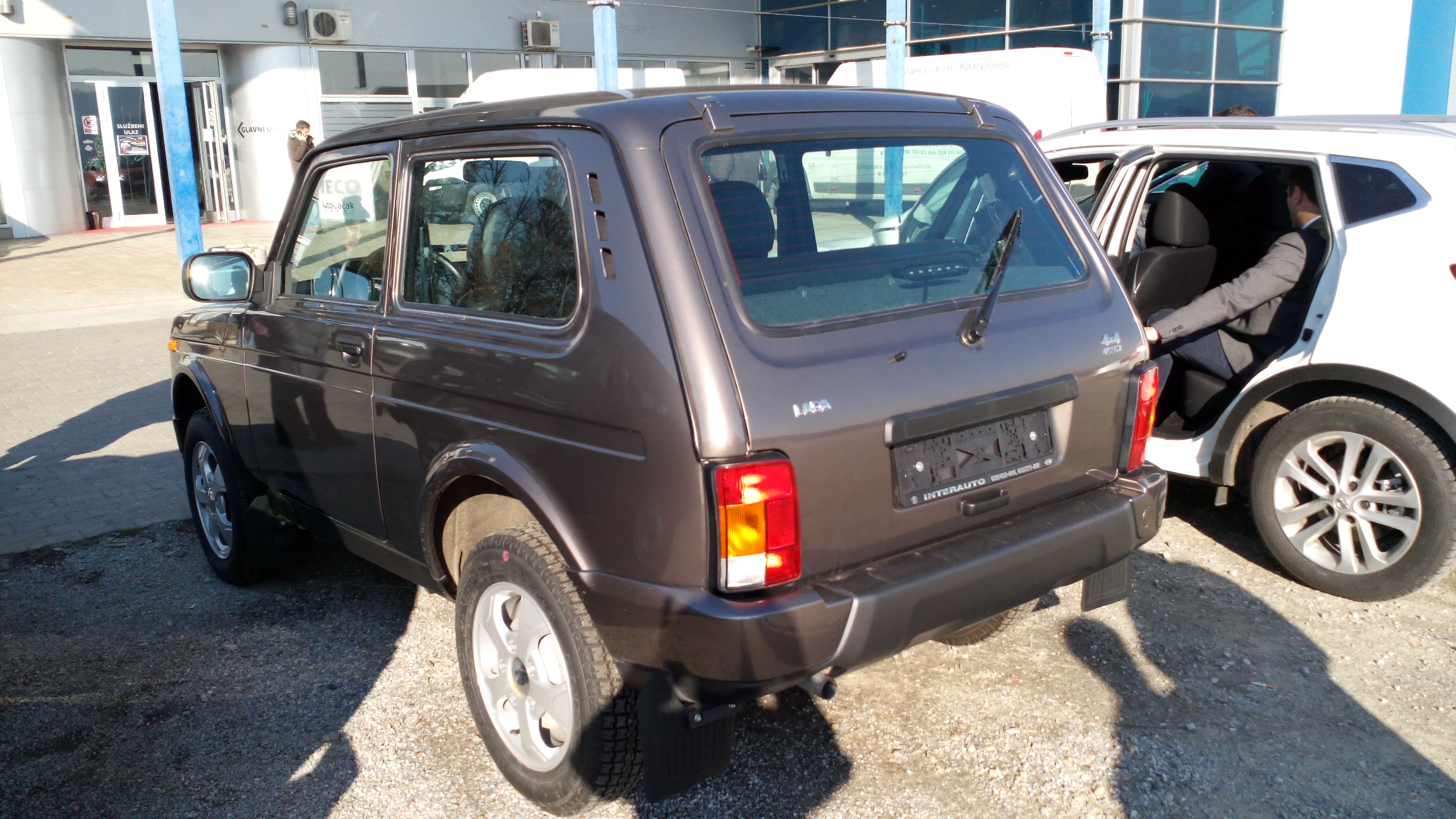
Задняя часть LADA Niva Legend в комплектации Urban

### Удлинённые разновидности
- ВАЗ-2121 «Сахара» — небольшой салон «Нивы» заставлял задумываться об удлинении. Таким путём в конце 1980-х пытались идти на самом заводе и некоторые конструкторы-энтузиасты, которые в 1991 году создали шесть удлинённых «Нив» с увеличенной высотой крыши. Часть этой партии зарегистрирована как самоделки и попала в частные руки; другая часть выкуплена «Лада-банком» в качестве служебных и оформлена под собственным названием «Сахара»[54]. В дальнейшем наработки по этой машине использовались при создании удлинённых версий ВАЗ-2129 «Кедр» и ВАЗ-21218 «Бронто».
- LADA 4x4 Fora (ВАЗ-212180 «Фора») — удлинённая на 30 см версия модели 21213. Мелкосерийно производили с 1996 до 2011 года в фирме «ПСА Бронто» (вин-код «X7G»). Отличается от базовой модели увеличенными по ширине дверями и дверными проёмами, приподнятой за счёт пластиковой надстройки задней частью крыши и более широким задним трёхместным сиденьем типа 2108. В стандартное оснащение «Форы» включили автоматическую систему пожаротушения в моторном отсеке от броневика «Форс», а за доплату — гидроусилитель руля, кондиционер и пластиковый «кенгурятник» перед решёткой радиатора. Из-за применения колёс увеличенного диаметра (легкосплавные диски тольяттинской фирмы «Слик» с шинами «Nokian HRC») «запаску» вынесли из моторного отсека и закрепили над задним бампером[55].
- LADA 4x4 Force (ВАЗ-212182 «Форс») — бронированный инкассаторский вариант модели ВАЗ-21218. Кроме системы бронирования, дополнительно оснастили автоматической системой пожаротушения в моторном отсеке, взрывопожаробезопасным топливным баком; дополнительной аккумуляторной батареей, кондиционером, дистанционным приводом замка правой двери с места водителя. В качестве дополнительного оборудования предлагали бронированный пол, светосигнальные маячки и т. п. Так как «Форс» на 430 кг тяжелее «Форы», применили пружины подвески из прутка увеличенного диаметра и усиленные амортизаторы.
- LADA 4x4 Landole (ВАЗ-212183 «Ландоле») — полноприводный автомобиль с открытым кузовом.
- ВАЗ-2129 «Утилитер» — коммерческая модификация «Кедра». Отличается от базовой модели отсутствием заднего сиденья и зарешечёнными изнутри задними боковыми окнами. Изготовляли поштучно под заказ на ОПП АвтоВАЗа и распространения не получила/
- ВАЗ-2129 «Кедр» — удлинённая на 50 см модель на базе стандартного ВАЗ-21213. «Кедр» создали в начале 1990-х как носитель агрегатов для перспективного минивэна ВАЗ-2120, но в 1992-1994 гг. выпускали малой серией на ОПП АвтоВАЗа. Кузов удлиняли за счёт центральной вставки. Стал основой пятидверной модели ВАЗ-2131.[56]
- ВАЗ-2130 «Кедр 2» — модификация ВАЗ-2129 с изменённой планировкой салона. Трёхместное заднее сиденье типа 2108 сдвинули вперёд. По непроверенной информации, впоследствии индекс модели изменили на 2129-01. ВАЗ-2130 производили малыми партиями в 1993-1994 гг. Послужил основой для создания пятидверной модели ВАЗ-2131-01.

О модели ВАЗ-2131 (Niva Legend 5D) и её модификациях ниже.

### LADA Niva Legend 5D
Пятидверную модификацию (ранее известную как ВАЗ-2131) построили на базе ВАЗ-21213 (LADA 4x4 3D) с отличием от него удлинённой на 500 мм колёсной базой и 5-дверным кузовом с дополнительной парой задних боковых дверей.
ВАЗ-2131 создали на базе модели 2129 «Кедр» за счёт добавления задней пары оригинальных дверей. На июнь 2016 года произвели уже свыше 150 тыс. ВАЗ-2131, что сделало данную модель второй по популярности в семействе старой «Нивы». Удлинение кузова произвели за счёт центральной 500-миллиметровой вставки в стандартный кузов модели 21213/21214. Соответственно изменили колёсную базу и длину автомобиля. На версии 2131 расстояние между передними и задними сиденьями увеличили на 125 мм, а на 2131-01 применили трёхместное заднее сиденье типа 2108. Топливный бак увеличили до 65 л. С освоением в ОПП производства двигателей ВАЗ-2130 (1,8 л, 84 л. с., 132 Н·м), производили версию 21312 с таким мотором.
Автомобиль первоначально выпускали ограниченной серией на опытно-промышленном производстве АвтоВАЗа с конца 1993 г. (как ВАЗ-2131) по 2015 г., после чего его производство перенесли на основной конвейер АвтоВАЗа. Стотысячный ВАЗ-2131 произвели 5 февраля 2009 года.

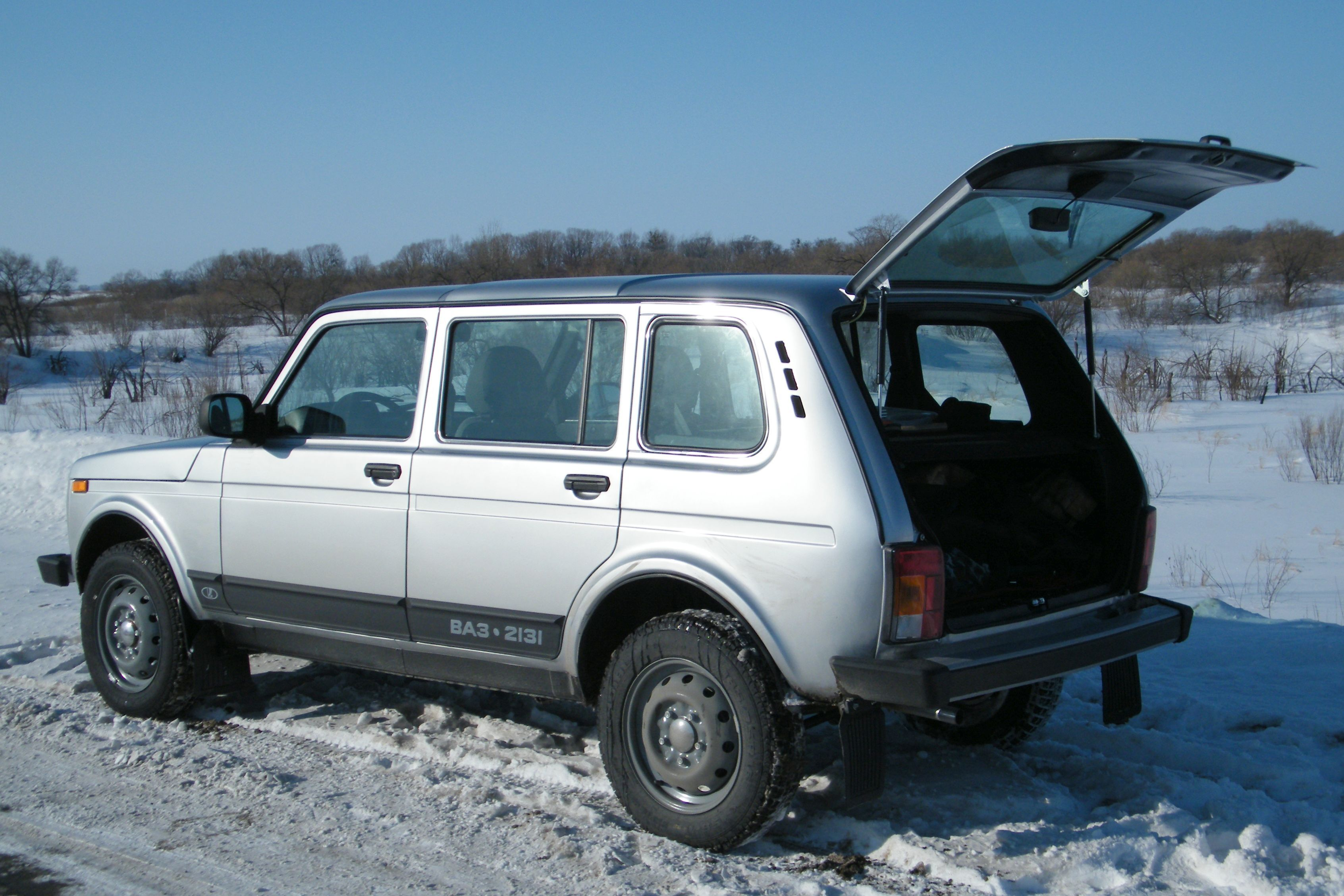
Открыта пятая дверь, заднее сиденье может быть сложено
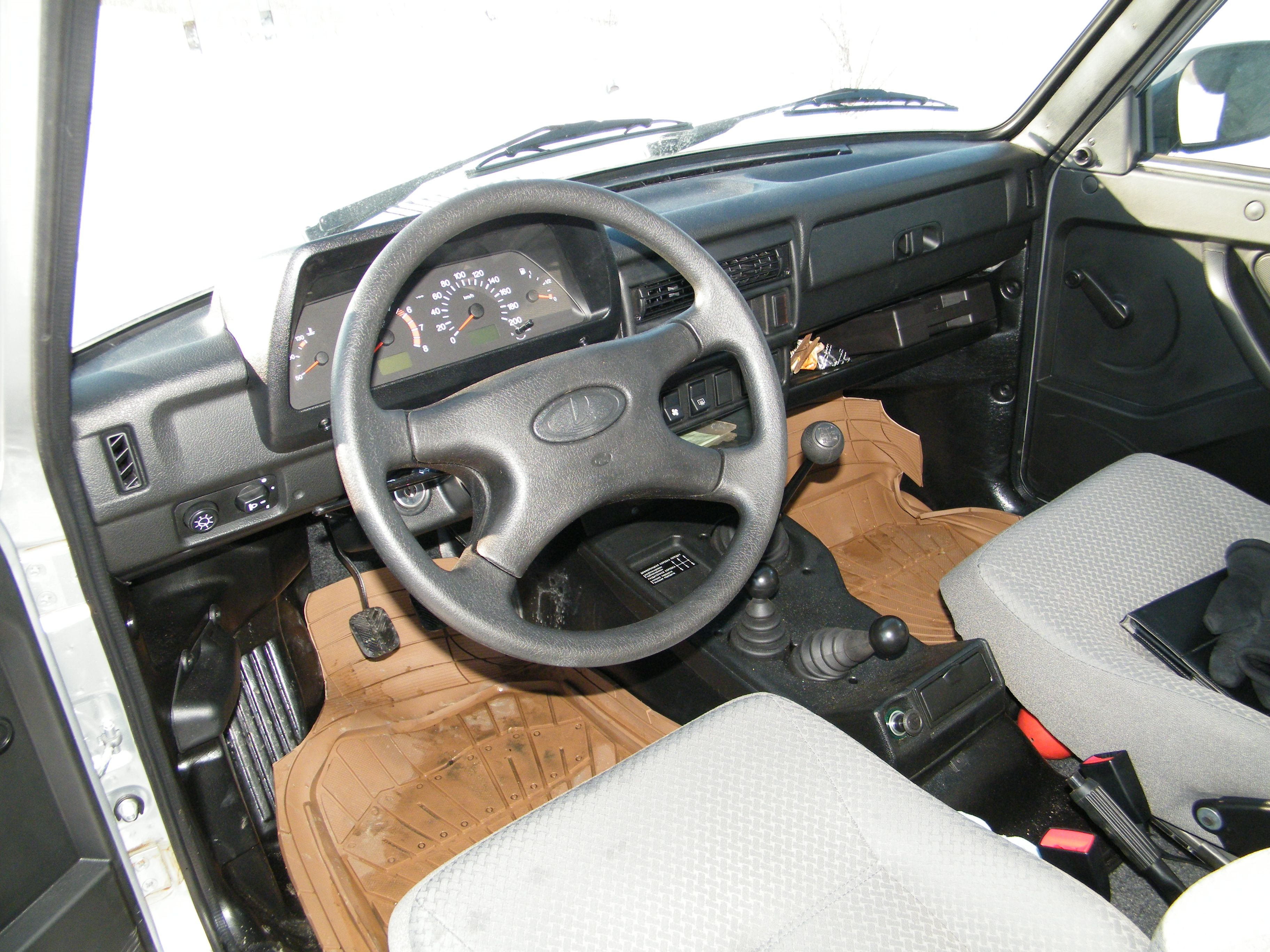
Место водителя
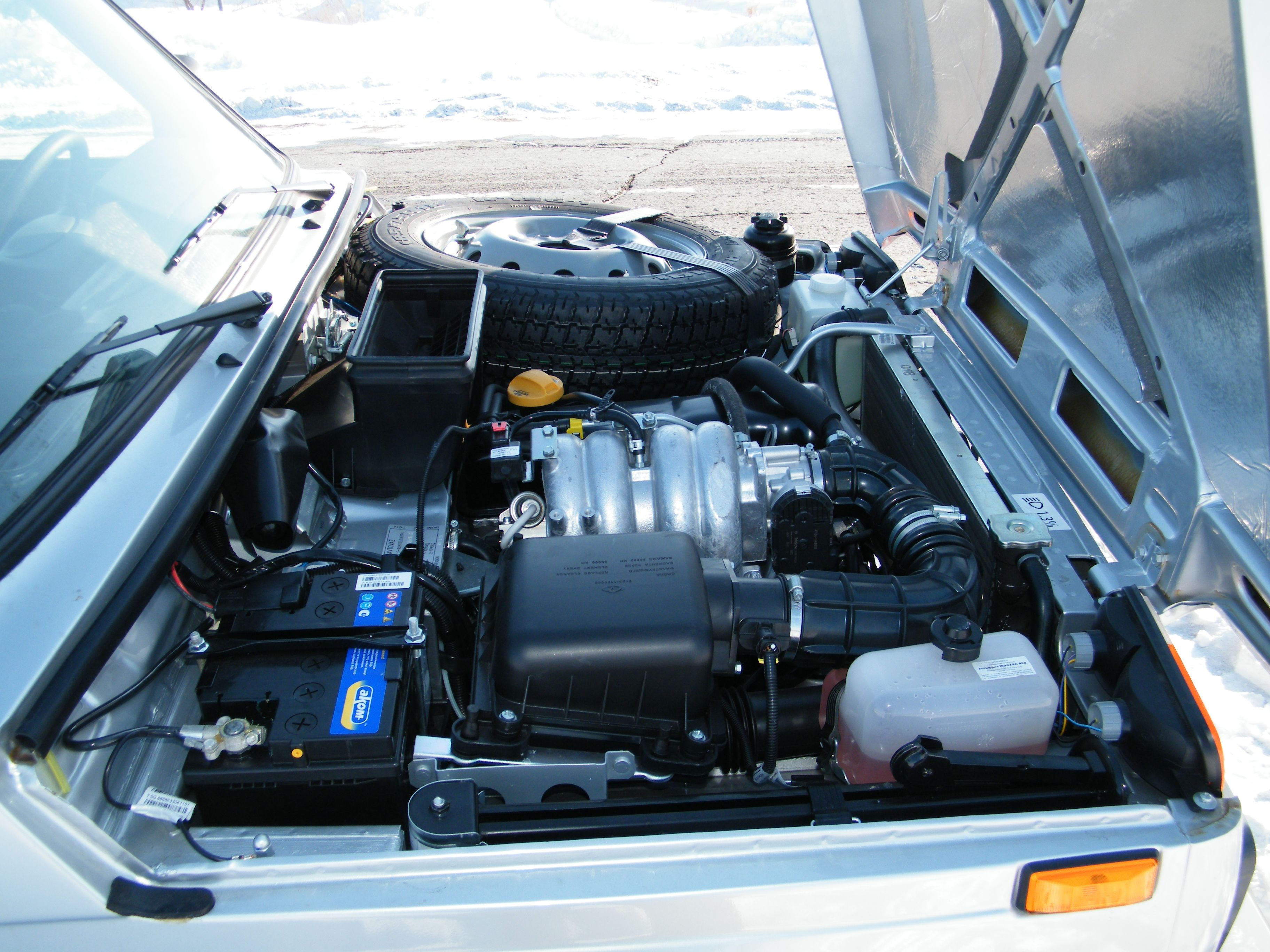
Инжекторный двигатель

#### Модификации
На базе данной разновидности также изготавливали следующие модификации:
- LADA 4х4 5D Urban — городская версия внедорожника. Выпускают с 2016 года[57].
- ВАЗ-2131 СП (2131-05/ 2131-45) — модель, изготавливаемая на ОПП АвтоВАЗа, санитарный автомобиль на базе ВАЗ-2131. Отличается увеличенным на 300 миллиметров задним свесом и высокой пластиковой крышей. Благодаря увеличенному объёму багажника позволяет перевозить больного на носилках и двух сопровождающих медиков с комплектом оборудования.
- ВАЗ-2131-02 (22, 42) — модель, изготавливаемая на ОПП АвтоВАЗа, «гражданская» пятидверная версия санитарной модели ВАЗ-213105. Располагала таким же увеличенным на 300 миллиметров задним свесом и высокой пластиковой крышей, но оснащали обычным пятиместным салоном. Увеличенный до 1.900 л багажник позволял разместить в нём два дополнительных сиденья, что превращало автомобиль в семиместный (и переводило его в класс среднеразмерных внедорожников). ВАЗ-213102 производили под заказ в 1999-2003 гг.
- ВАЗ-213145 — модификация ВАЗ-2131СП с инжекторным двигателем ВАЗ-21214-20 (-30), соответствующим нормам Евро-2 (Евро-3). Выпускали мелкой серией с 2006 года.
- LADA-Бронто-213102 — защищённый по 2-му классу инкассаторский бронеавтомобиль. Мелкосерийно производили Бронто с 1999 года.
- LADA-Бронто-213102-701-40 — защищённый по 2-му классу инкассаторский бронеавтомобиль с увеличенным объёмом кузова. Мелкосерийно производили Бронто с 2005 года.
- LADA-Бронто-213102-703-40 — защищённый по 2-му классу инкассаторский бронеавтомобиль с увеличенным объёмом кузова и распашной задней дверью. Мелкосерийно производили Бронто с 2007 года.

### LADA 4x4 Pickup
LADA 4x4 Pickup (до 2006 года — ВАЗ-2329 «Нива Пикап», «Медведь») — пикап с удлинённой пятиместной кабиной на базе модели ВАЗ-21213, мелкосерийно изготавливали на ОПП АвтоВАЗа. Автомобиль имеет несущий кузов (колёсная база 2.700 мм) с усиленным основанием и отличается увеличенным на 300 мм задним свесом. Грузоподъёмность составляет 650 кг. На ВАЗ-2329 сохранили механическую часть от ВАЗ-2129/2131. Под заказ вместо двигателя ВАЗ 21213 была возможна установка двигателя ВАЗ-2130 (1,8 л, 84 л. с.). Предусмотрели дополнительный топливный бак, что доводило их общую ёмкость до 84 л. Заднее сиденье в кабине оригинальное, в сложенном состоянии образующее ровную грузовую площадку.
Задняя подвеска с целью увеличения грузоподъёмности оснастили усиленными пружинами и амортизаторами. На кузов могут устанавливать как мягкий брезентовый, так и низкий или высокий жёсткий пластиковый верх. Поскольку пикап собирают на базе серийных автомобилей, он автоматически проходит модернизацию вместе с базовой LADA 4x4: так, в 2009 году на ВАЗ-2329 изменили подвеску и тормозную систему, а также гидроусилитель руля.
Два пикапа с несущими кузовами: ВАЗ-2328 «Волк» с короткой 2-местной кабиной и ВАЗ-2329 «Медведь» с длинной пятиместной кабиной. Первый сняли с производства по причине низкого спроса ориентировочно в 1997 году, второй производили до 2019 года.

### Прочие модели на базе «Нивы»
- ВАЗ-2328 «Волк» — пикап с короткой двухместной кабиной на базе модели ВАЗ-2131. Должен был встать на производство параллельно с пикапом ВАЗ-2329 «Медведь» (пятиместный пикап на базе «Нивы»), но по причине низкого спроса «Лада-Тул» выпустила только установочную партию «Волков».
- ВИС-2346 — семейство пикапов с полурамным шасси на базе агрегатов «Нивы» производства тольяттинской фирмы «ВАЗинтерСервис» производят с 1996 г. В настоящее время мелкосерийно выпускают две версии пикапа: ВИС-2346 с короткой двухместной кабиной и ВИС-23461 с удлинённой пятиместной кабиной. Ранее мелкосерийно производили также пикап ВИС-23464 с полуторной четырёхместной кабиной и пикап ВИС-2348 с панелями кабины от Lada Samara 2. Усиленную заднюю подвеску выполнили рессорной.
- Лада 4x4 Бронто Марш-1 — снегоболотоход («пневматик») на колёсах сверхнизкого давления на агрегатах ВАЗ-21213. Мелкосерийно производят в ОАО «ПСА Бронто» с 1997 года.
- АПАЛ-21541 «Сталкер» — модификация на базе узлов и агрегатов ВАЗ-21214, планировали к серийному выпуску на базе завода «Пищемаш» в городе Аргуне Чеченской республики. Мелкосерийно производится ООО «АПАЛ» с 2003 года.
- ФВК-2302 «Бизон» — пикап с рамным шасси на базе агрегатов «Нивы». Пикап с короткой двухместной кабиной и деревянной платформой мелкосерийно производили в тольяттинской фирме «Восточное кольцо» в 1993-1995 гг. Усиленная задняя подвеска «Бизона» — рессорная. Пикап спросом не пользовался.
- ВАЗ-2123 — российский компактный внедорожник второго поколения, опытно-промышленные партии которого производили на ВАЗе в 2001-2002 гг. Сохранили преемственность со старой «Нивой» по агрегатам и после существенной модернизации запустили в крупносерийное производство с сентября 2002 года на мощностях СП GM-автоВАЗ как Chevrolet Niva (с июля 2020 года как LADA Niva). Часть агрегатов от Chevrolet Niva (например, ГУР фирмы ZF) со временем перевели на LADA 4x4.
- Нива Куб — российский минивэн от ООО «Промтех» (из Нижнего Новгорода), длины 4900 мм, с колёсной базой 3050 мм, с двигателем мощности 106 л. с., грузоподъёмности 850 кг и снаряжённой массы 1300 кг. Отдельного грузового отсека нет, кузов более широкий по сравнению с базовой моделью[58][59].
- Нива «Карелия» — российский дом на колёсах в категории «вахтовый автобус»[60].
- Lada T-134[61][62] — SUV на базе LADA Vesta[63], представленный в 2025 году параллельно с LADA B-Van и LADA B+ Cross[64][65]. Разработан в стиле LADA Niva Legend[66][67]. Название ассоциируется с танком «Т-34» и самолётом «Ту-134»[68][69].

## Проекты/модели на базе„Нивы“

### Изменение внешности

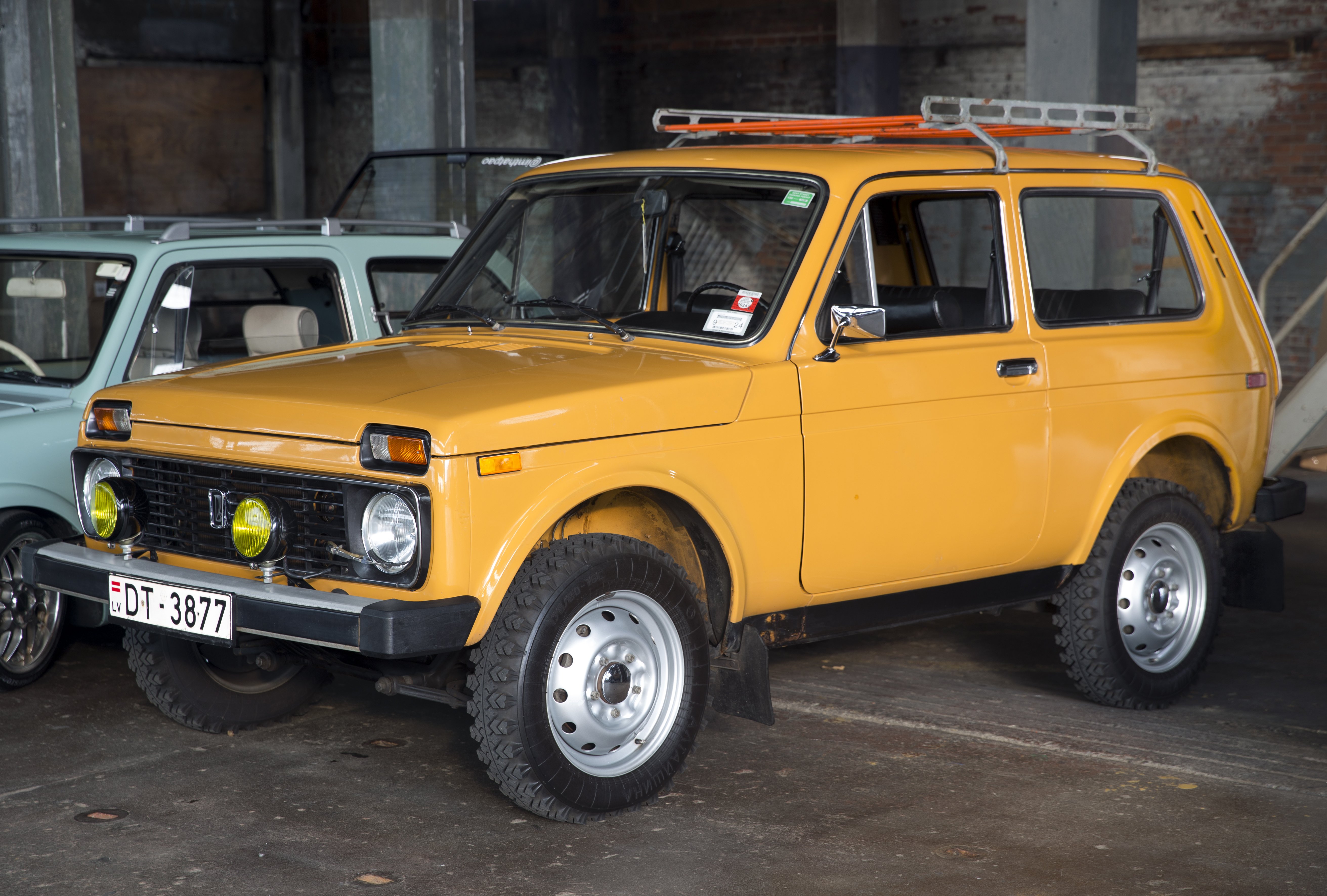
Нива (с 1977 года по 1994 год)
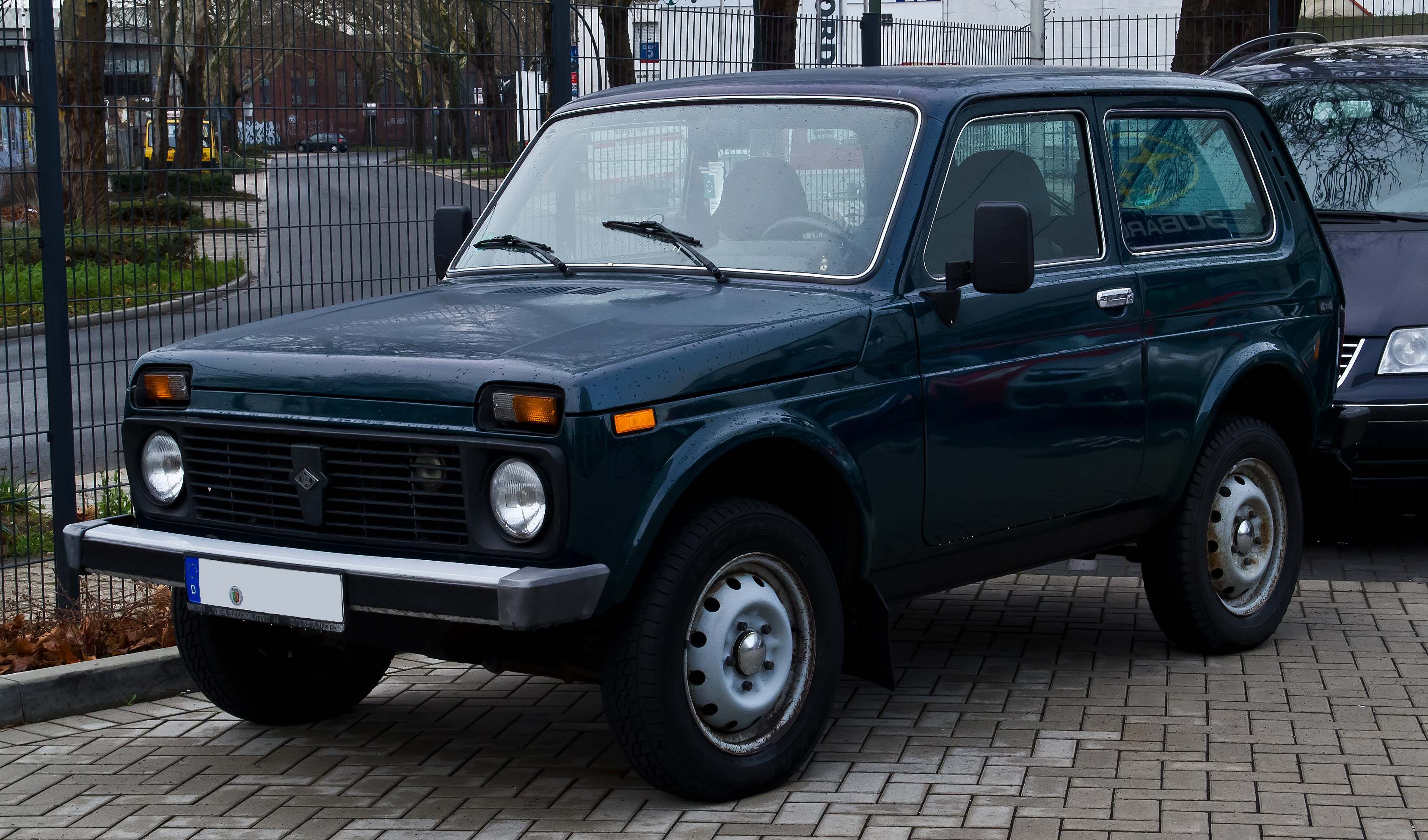
Лада Нива / Lada 4x4 (с 1993 года по 2009 год)
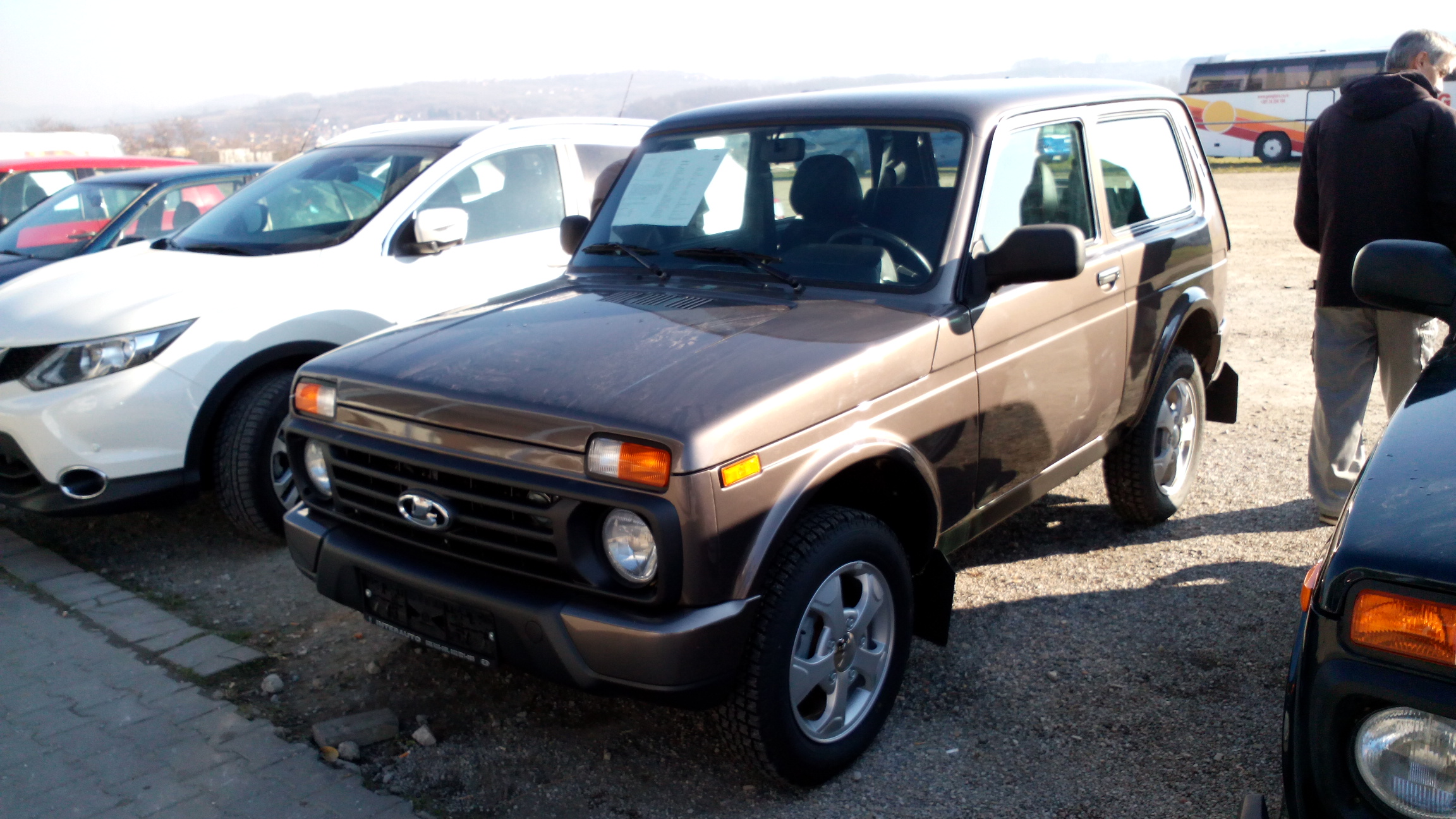
Lada 4x4 Urban / Lada Niva Legend (с 2016 года по 2024 год)
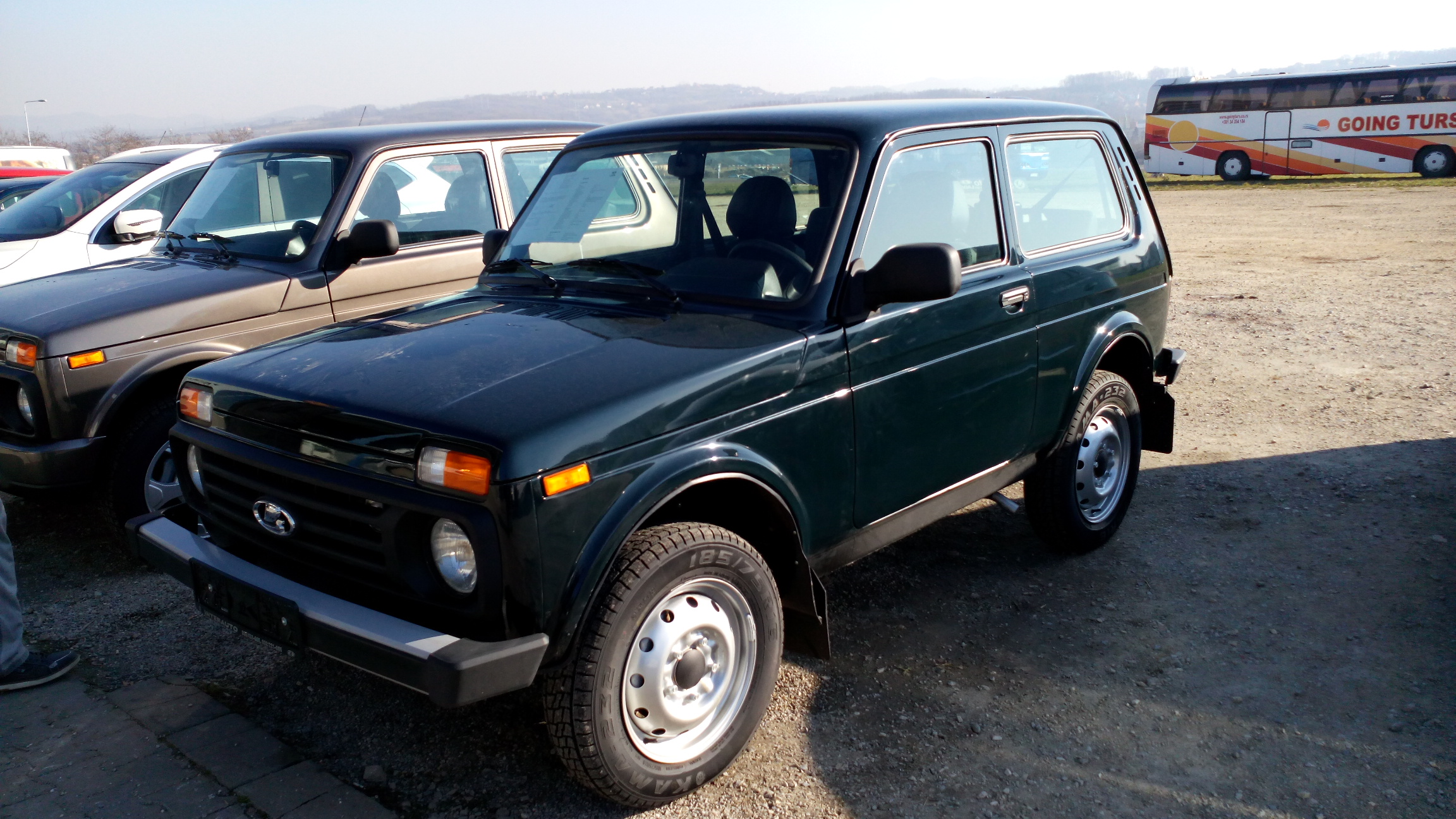
Lada 4x4 / Lada Niva Legend (с 2016 года по 2024 год)

### Экспорт

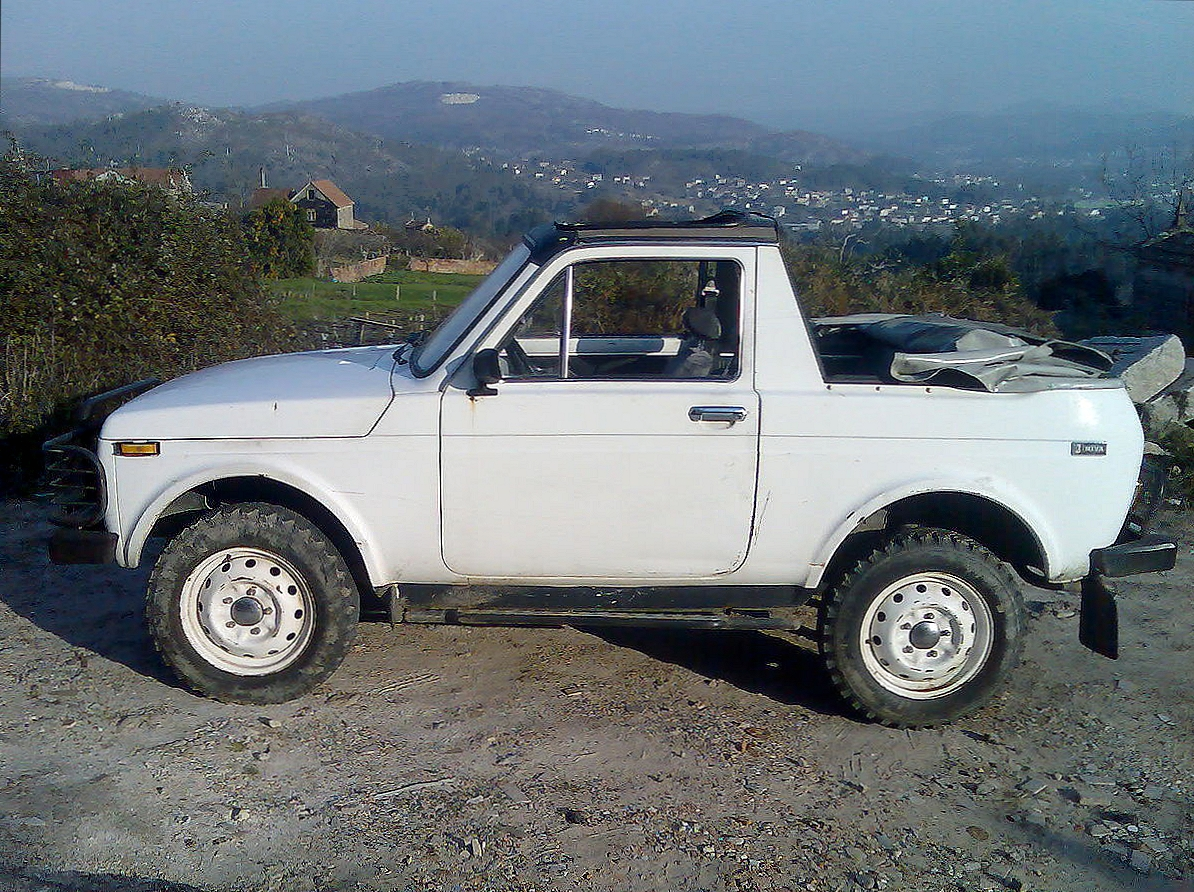
Кабриолет, созданный зарубежной фирмой
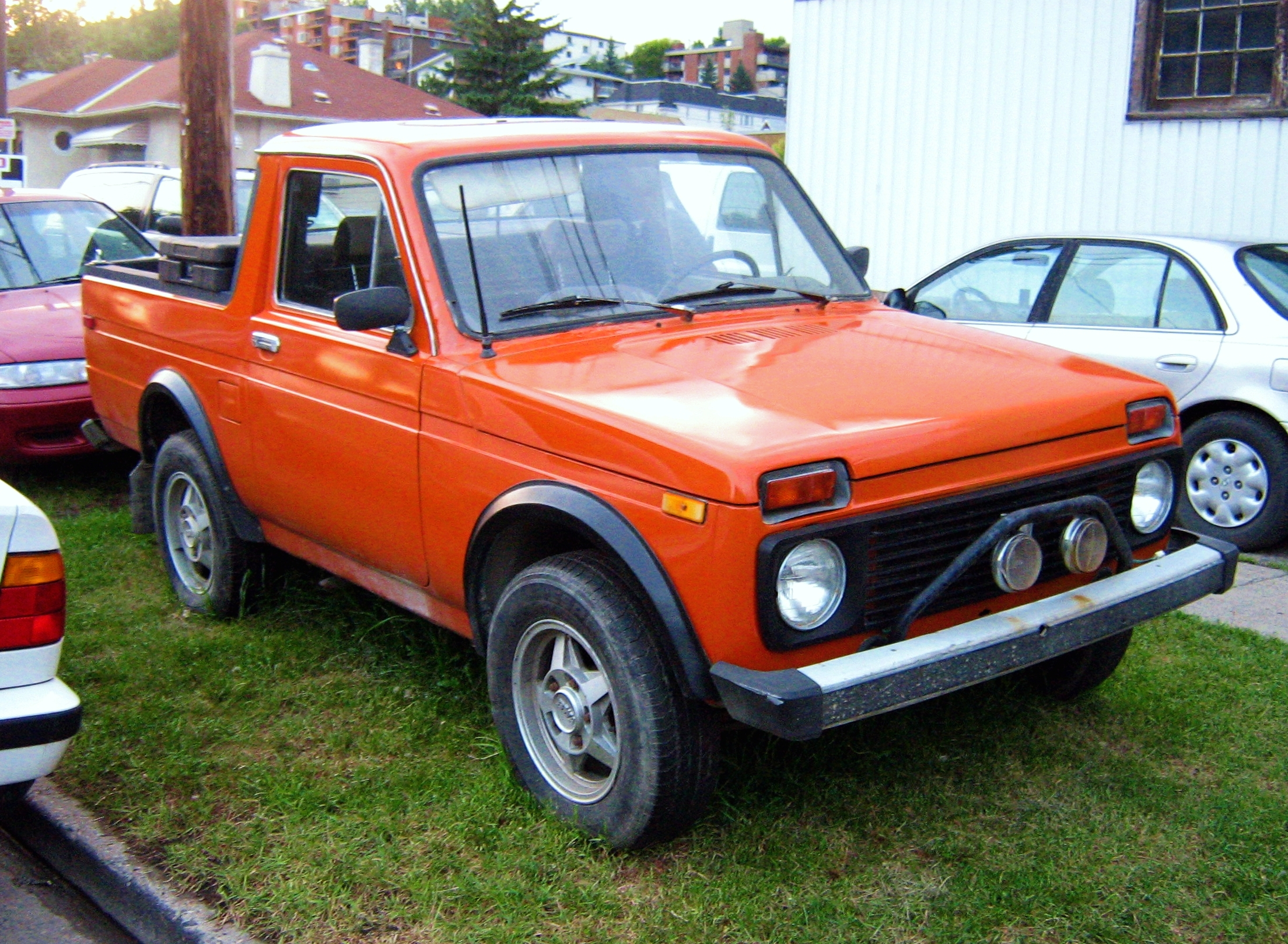
Пикап, созданный зарубежной фирмой

### Удлинённые разновидности

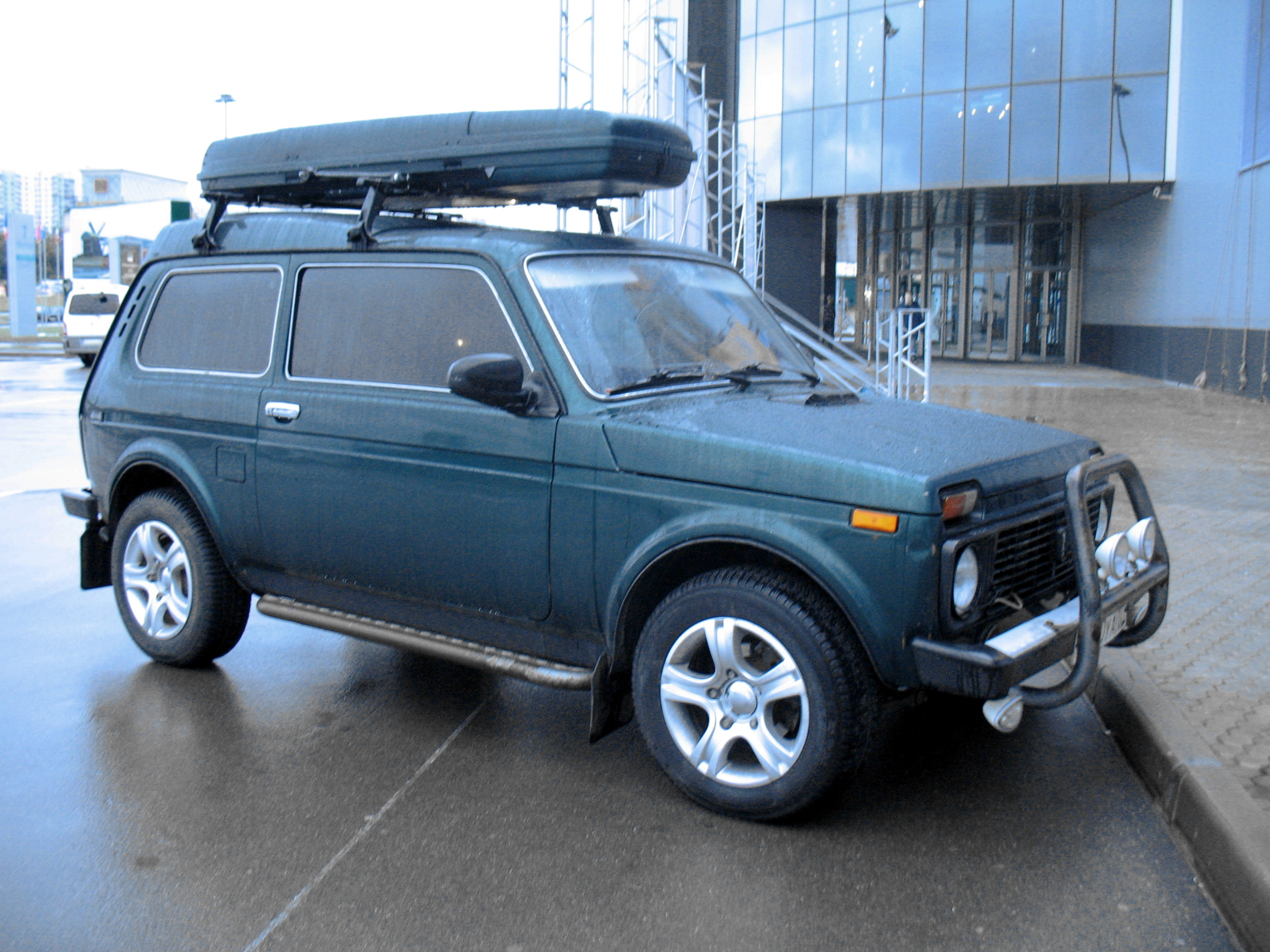
«Фора» (ВАЗ-212180)
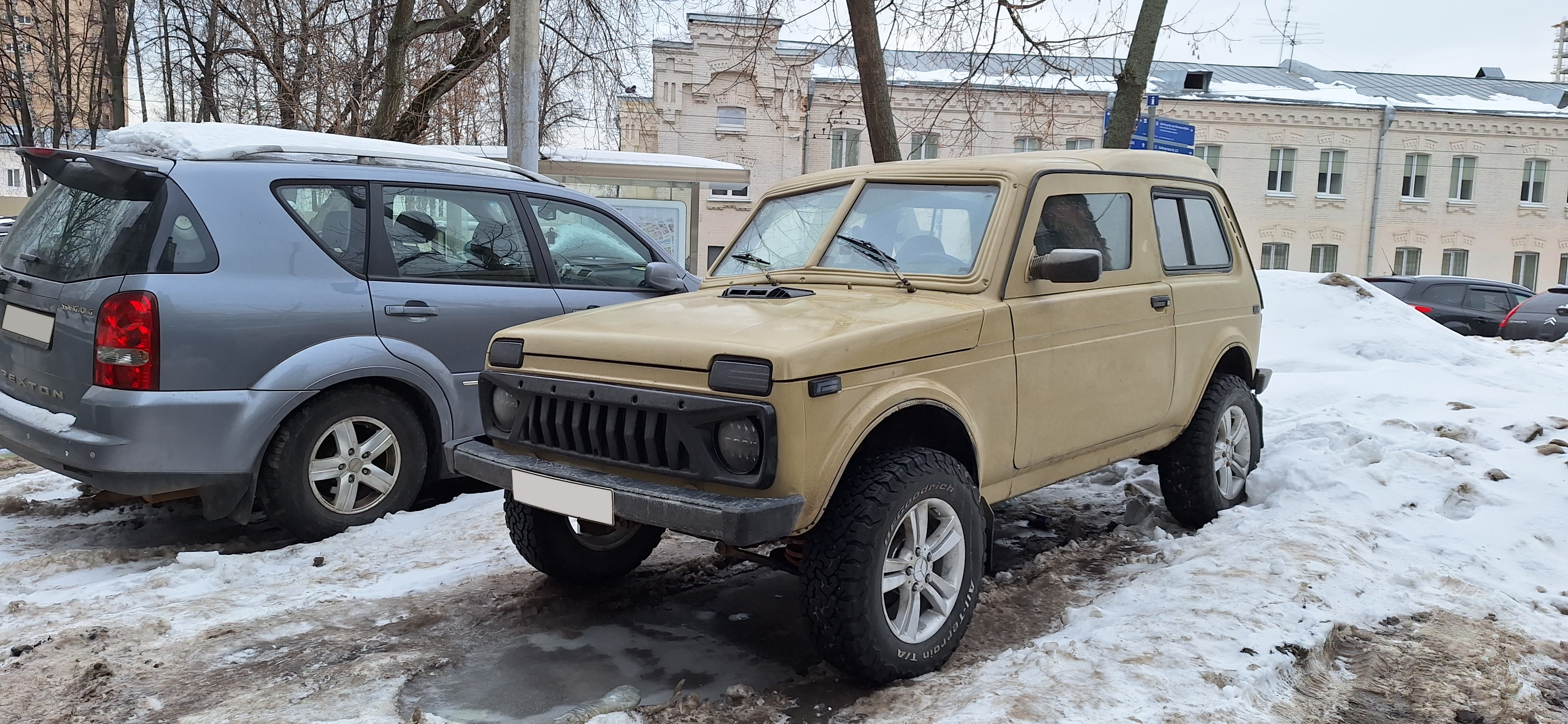
«Форс» (ВАЗ-212182)
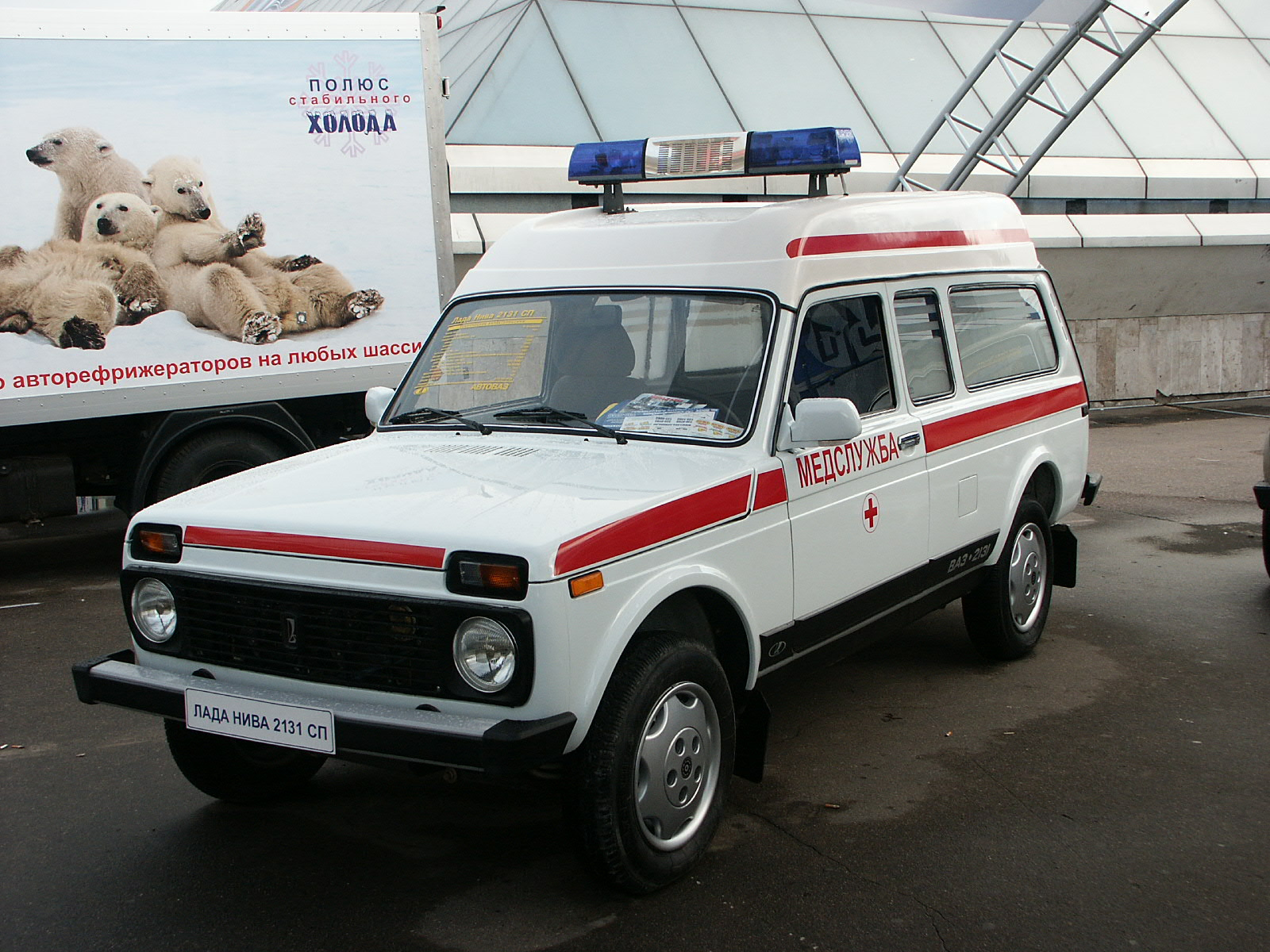
ВАЗ-2131 СП (Санитарная модификация)
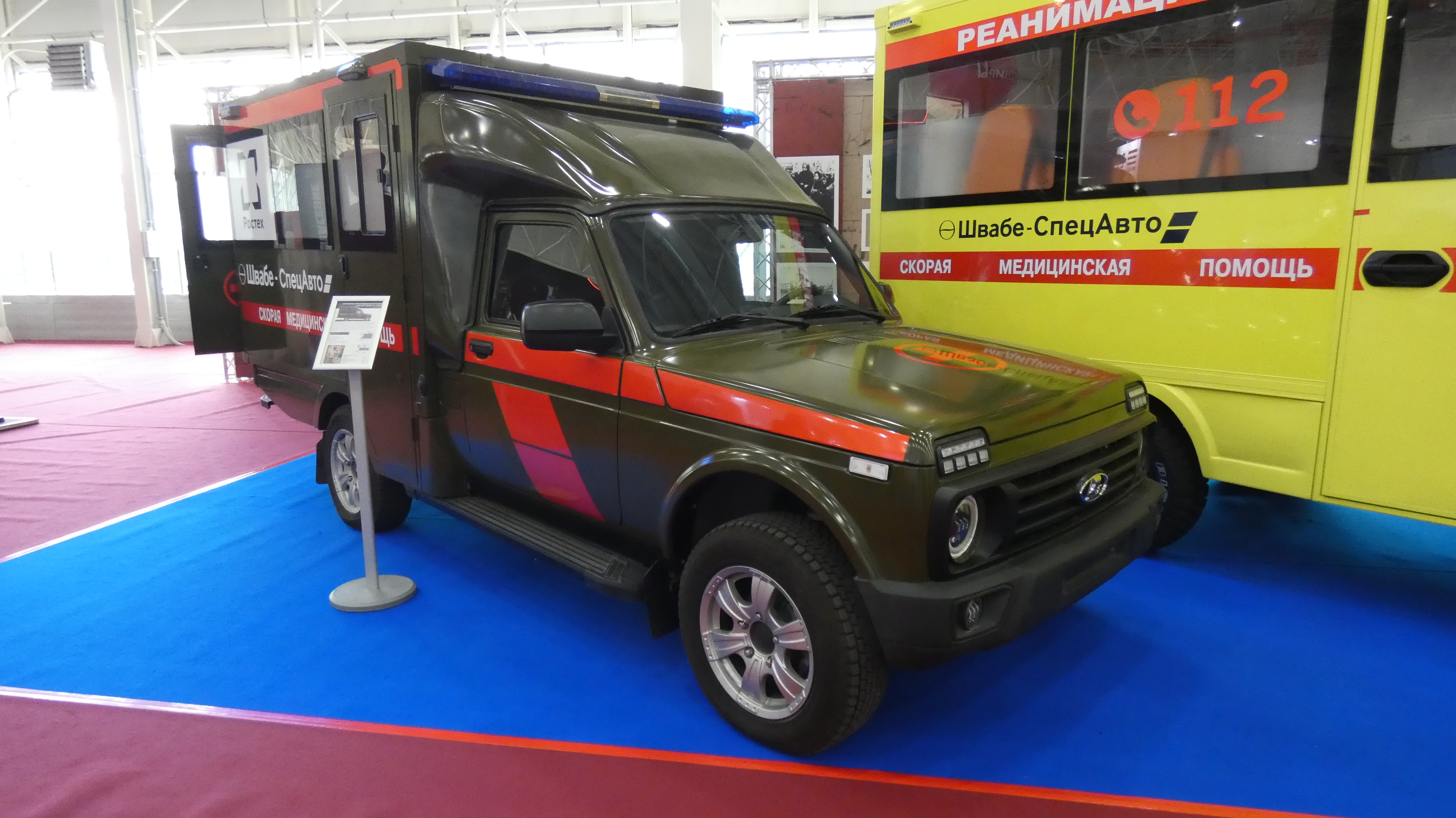
Военная скорая помощь на выставке «Армия-2021»
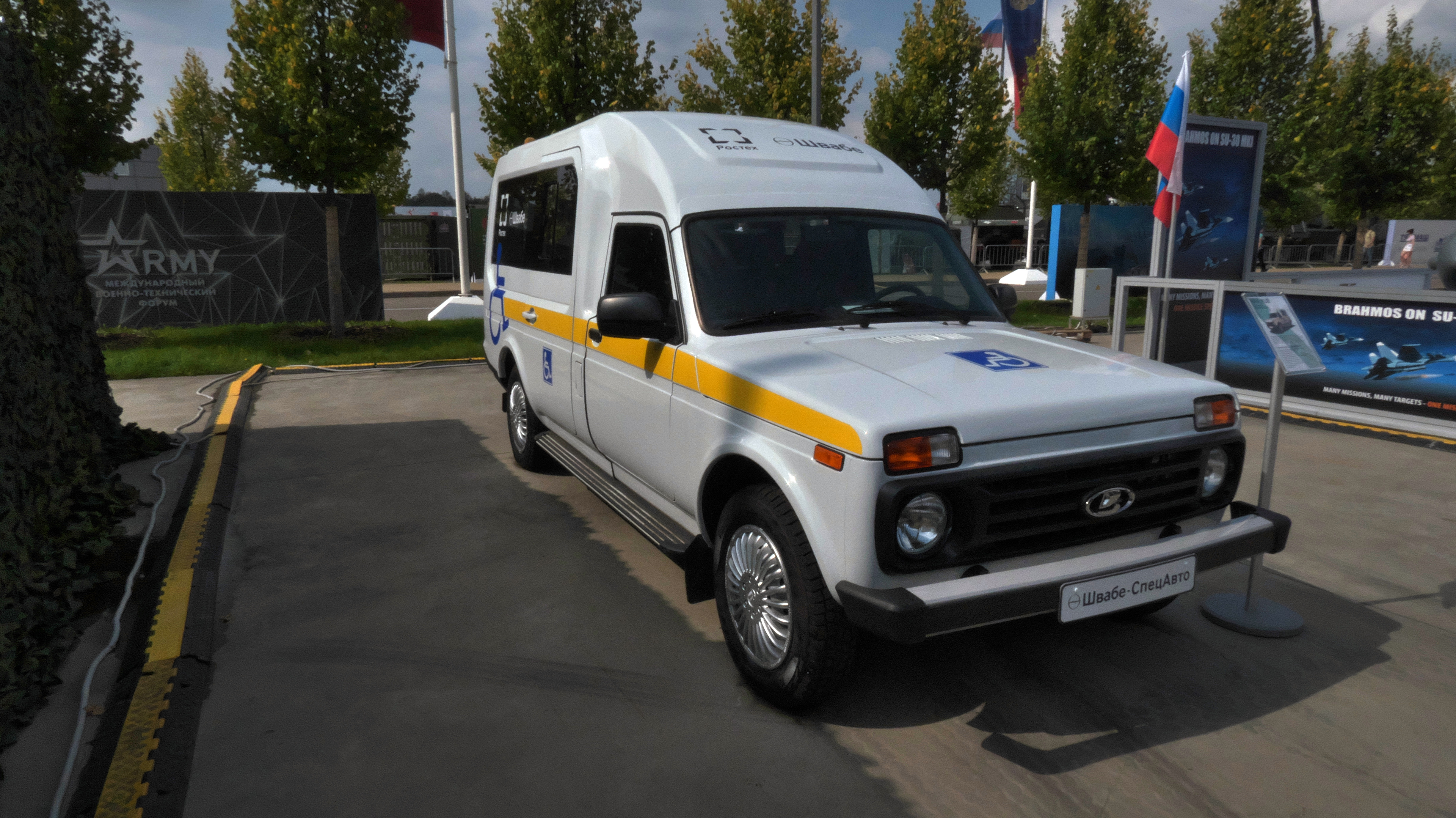
«Куб» в качестве социального такси на выставке «Армия-2023»

### Автоспорт

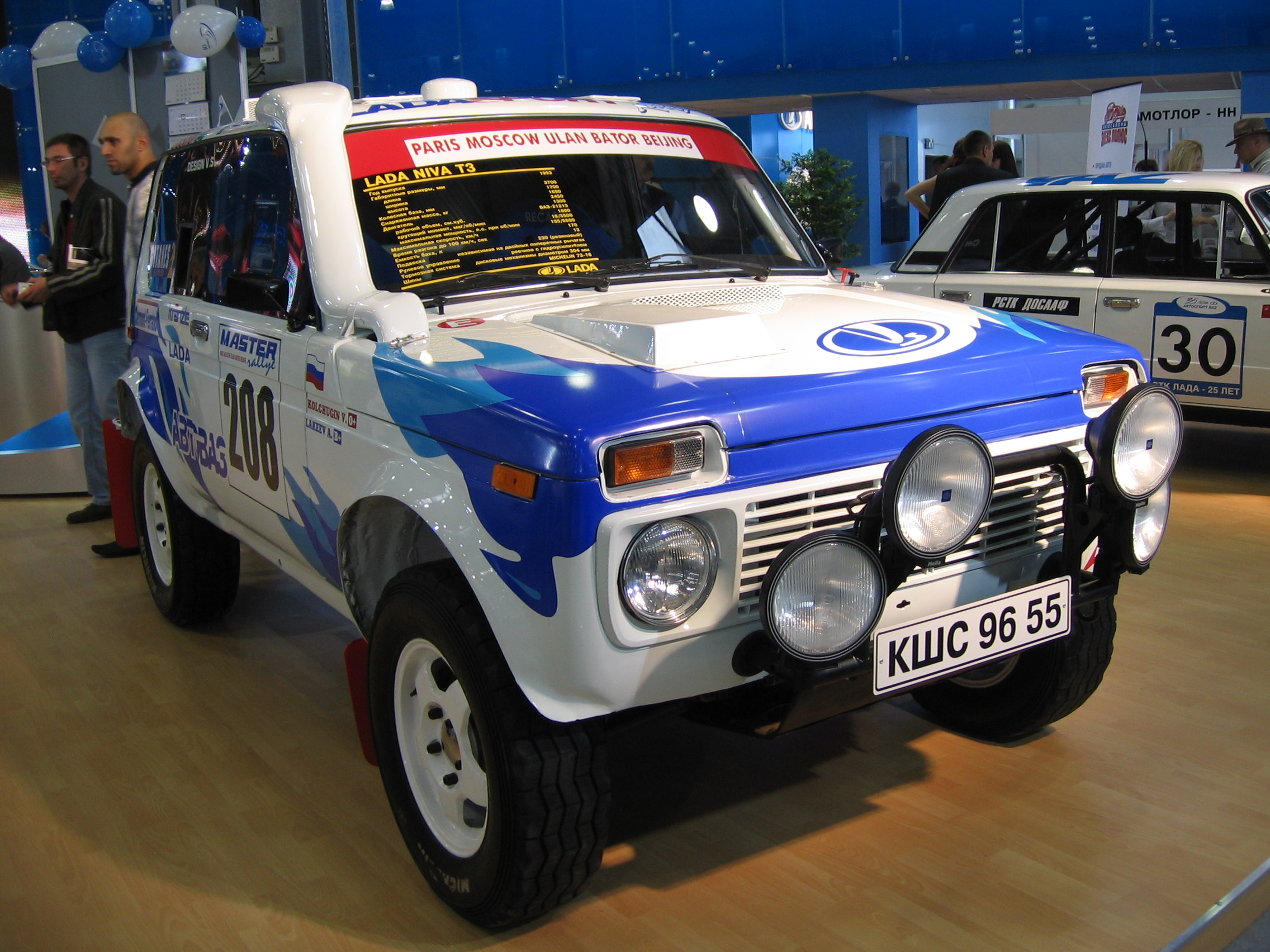
"Т3"
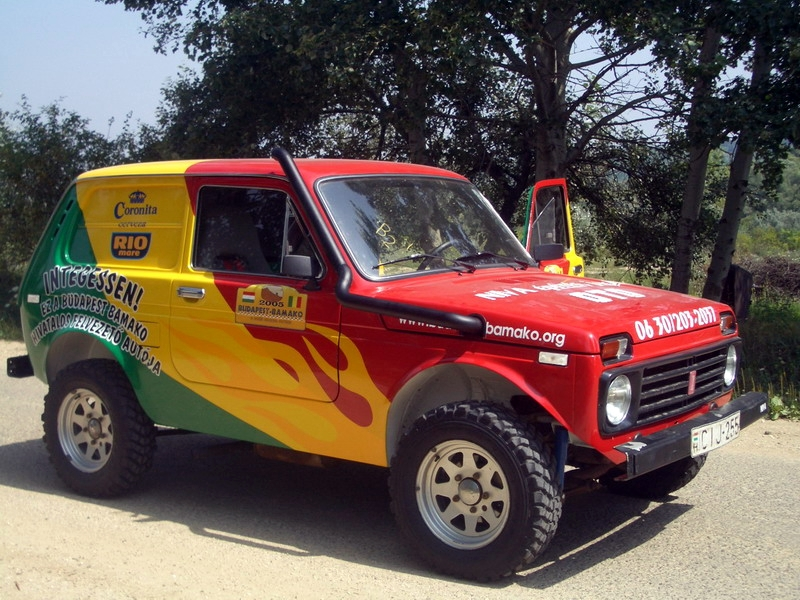
Машина безопасности (pace car) гонки Будапешт-Бамако (2005 год)

### Другие проекты/модели

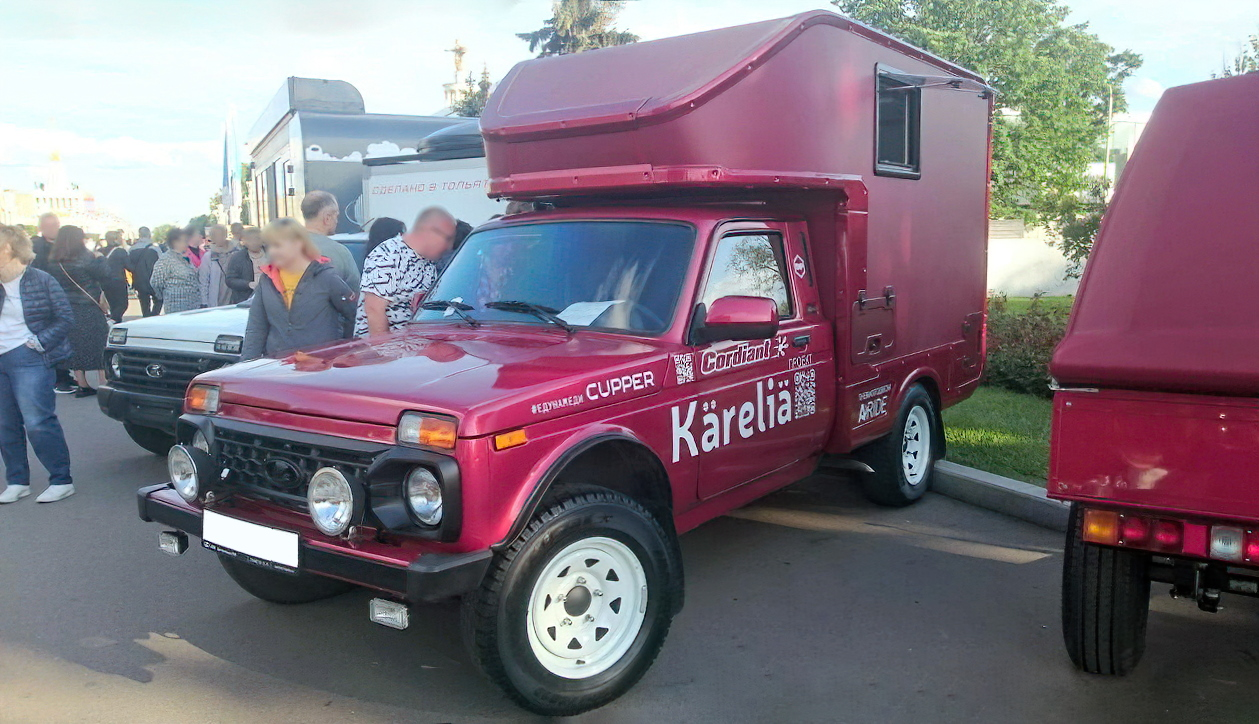
"Карелия" (автодом)
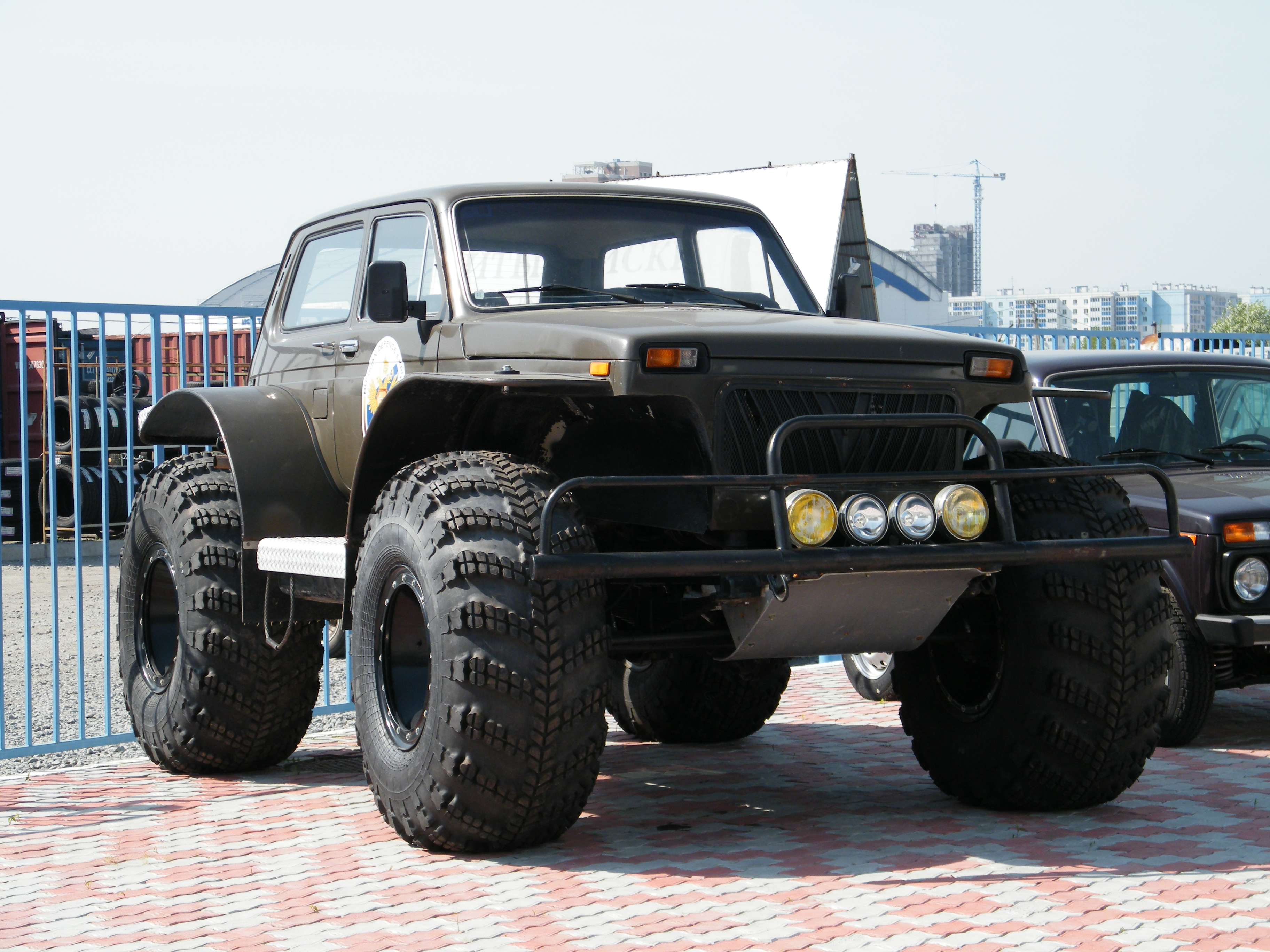
Марш-1
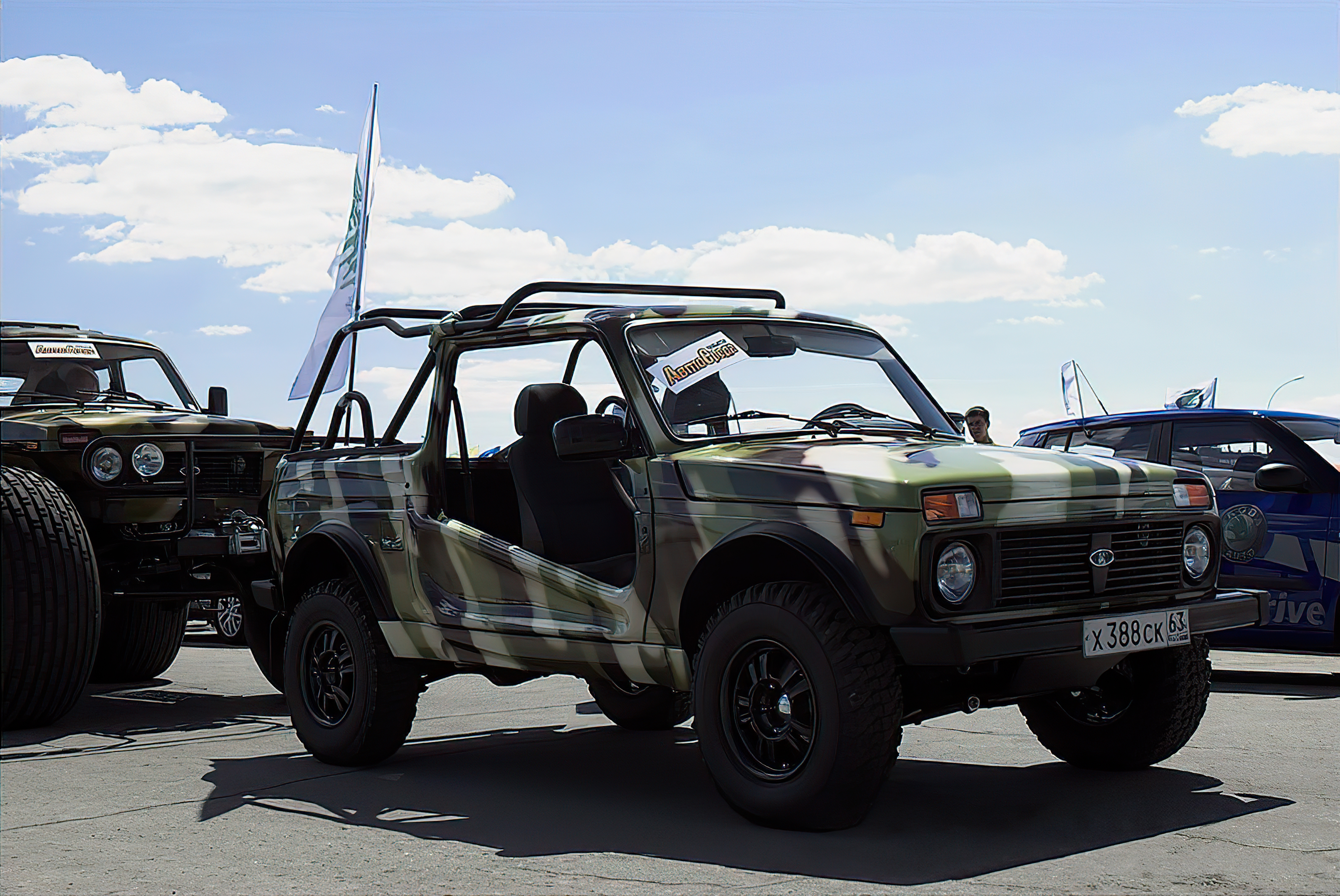
"Landole" (ВАЗ-212183)
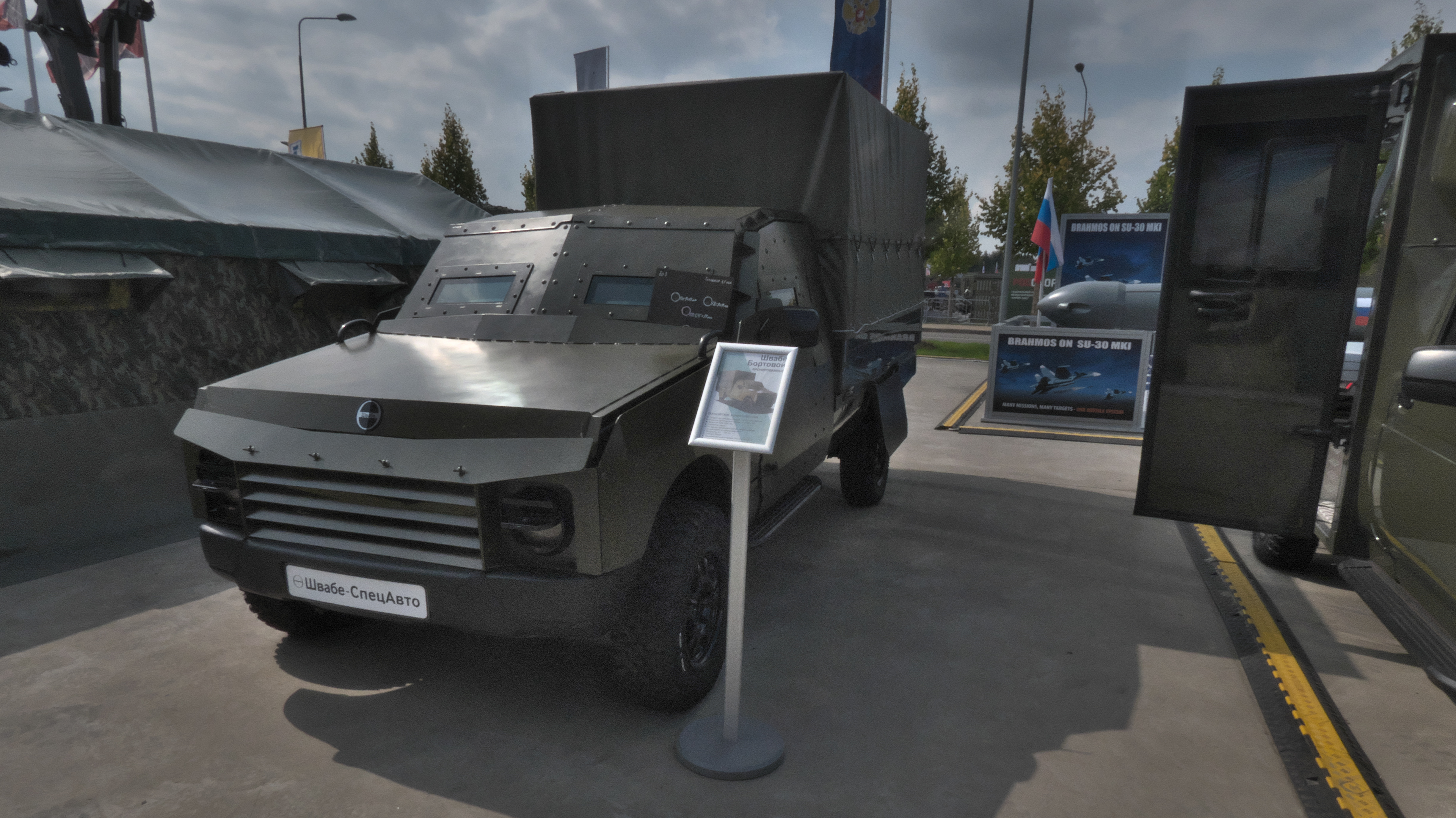
Бронированный бортовой грузовик от холдинга «Швабе».
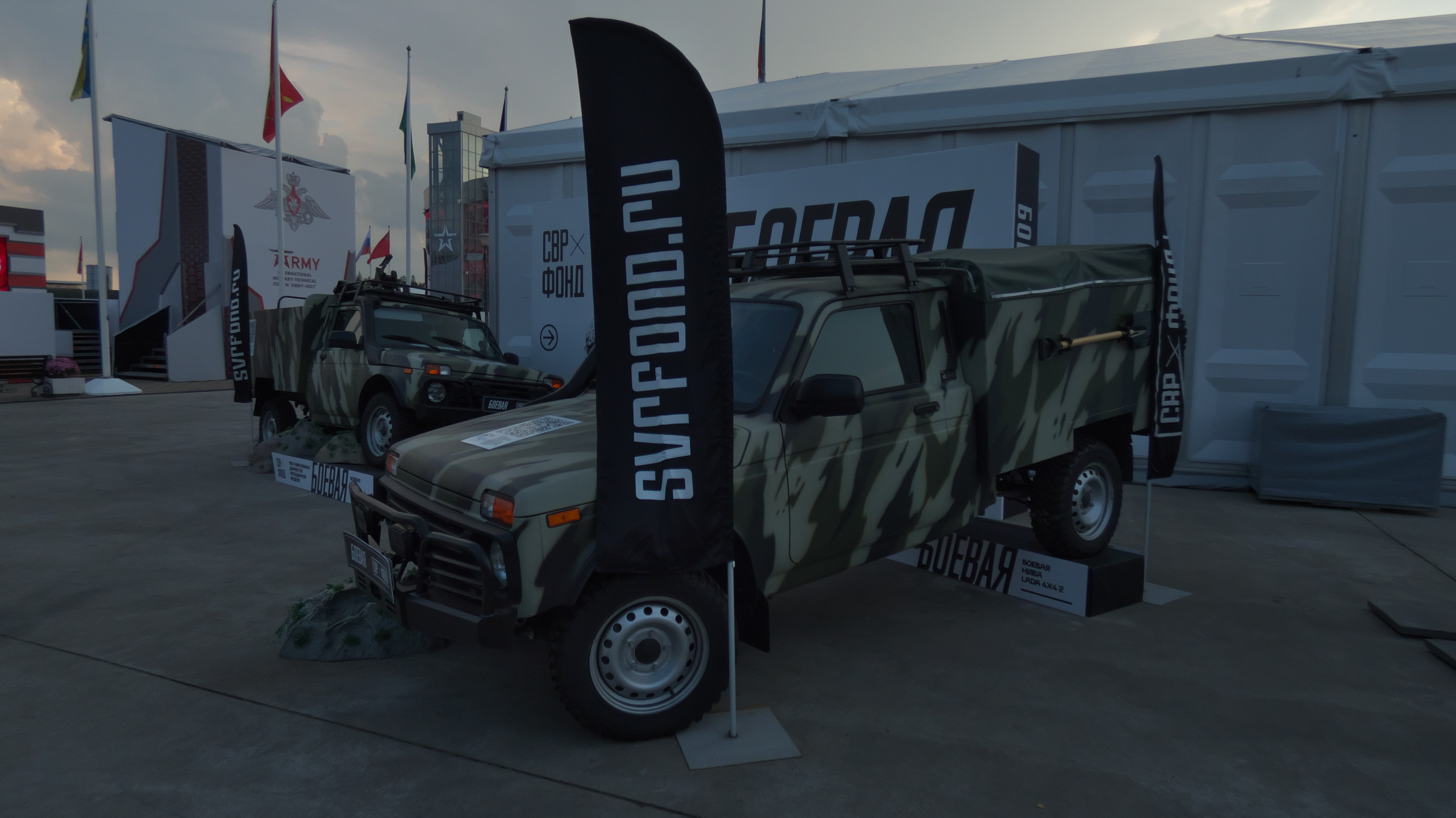
Бортовой внедорожный грузовик.
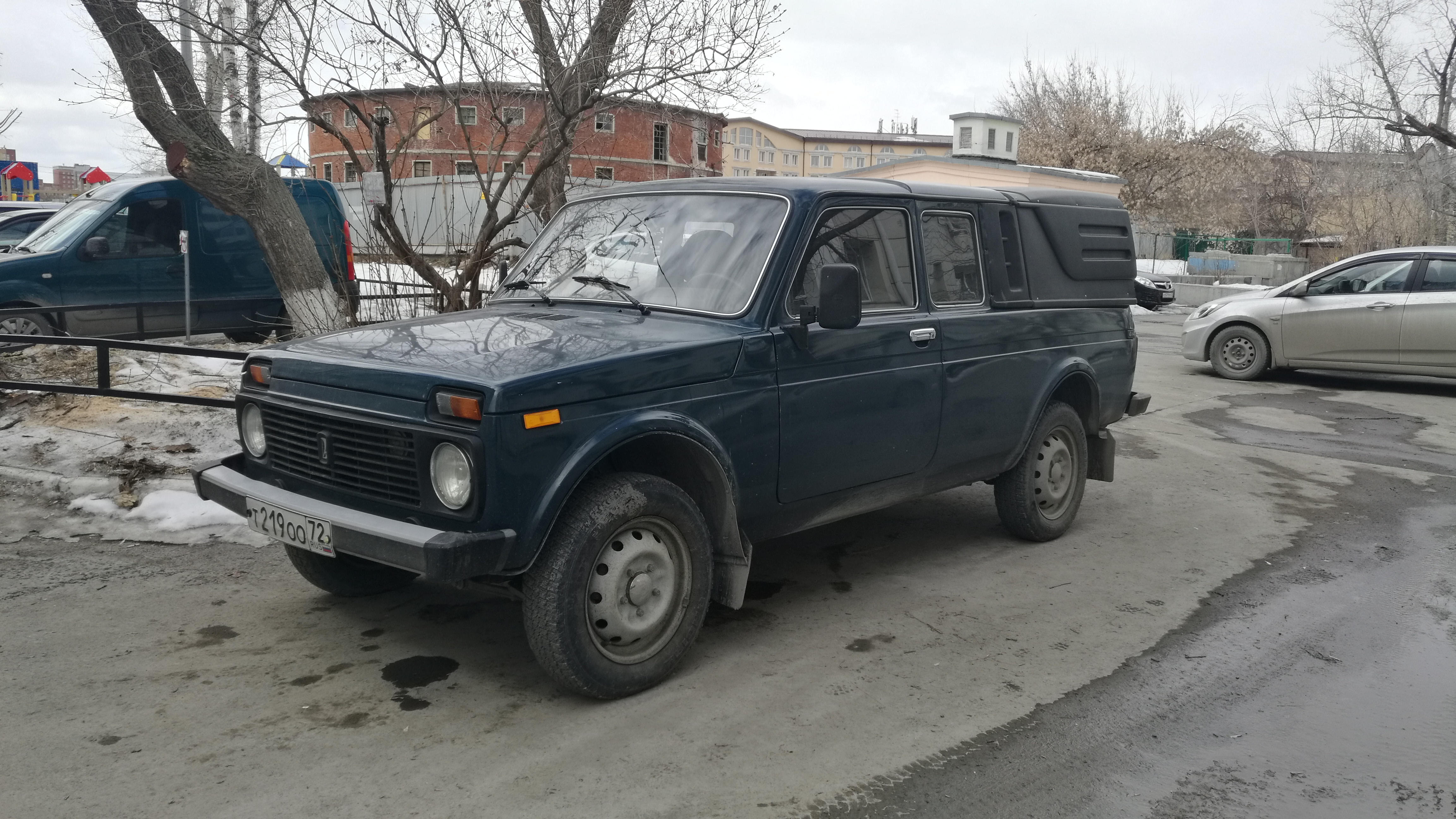
ВАЗ-2329

## Технические характеристики
- LADA 4×4 трёхдверная с двигателем ВАЗ-21214-30 (Евро-3):

| Допустимая полная масса буксируемого прицепа с тормозами, кг  | 600                                                                                   |
| Допустимая полная масса буксируемого прицепа без тормозов, кг | 300                                                                                   |
| Рулевое управление                                            | травмобезопасное с телескопическим валом, рулевой механизм — глобоидальный червяк     |
| Раздаточная коробка                                           | механическая, с блокируемым межосевым дифференциалом                                  |
| Число передач РК                                              | 2 (высшая с передаточным соотношением 1,2 и низшая с передаточным соотношением 2,135) |
| Шины                                                          | 175/80 R16 (85, Р); 185/75 R16 (92, Q); 175/80 R16 (88, Q)                            |